# Litovel
Litovel (hanácky Létovel, německy Littau) je město v okrese Olomouc v Olomouckém kraji. Leží osmnáct kilometrů severozápadně od Olomouce na řece Moravě, jejíchž šest ramen dodává Litovli specifický ráz. Městu se proto také přezdívá Hanácké Benátky. Jedno z ramen Moravy, Nečíz, protéká přímo pod radniční věží a pod celým náměstím. Ve městě žije přibližně 9 500 obyvatel, katastrální výměra Litovle činí 46,39 km². Litovel se rozkládá v nadmořské výšce 233 metrů. na úpatí Bouzovské vrchoviny (geomorfologický podcelek Zábřežské vrchoviny).

## Název
Název města je spolehlivě poprvé doložen k roku 1391 v podobě L’utovel a snad pochází z předpokládaného mužského osobního jména L'utov („L'utův syn“). Podoba s hláskou i místo přehlásky ’u se ustálila v průběhu 15. století. Z morfologického hlediska je zajímavá zejména koncovka -el, v níž je souhláska l považována za epentetickou (vsuvnou) a mohla vzniknout z hypotetického předchozího spojení souhlásky v s přivlastňovací příponou -ja. Výraz *L'utovja vьsь by tak znamenal „L'utova ves“. Tomu by odpovídala latinská verze názvu města Luthouia vyskytující se v pramenech z let 1272, 1382 a 1465.
Epentetické l je typické pro východoslovanské a jihoslovanské jazyky, nicméně vzácně se zachovalo též v některých místních jménech v Čechách, jako například u názvů Davle nebo Třebovle, či v Polsku, jako například u Drogowle nebo Witowle. U těchto jmen se zakončení -vle vyvinulo z původního -vl. Podle této analogie by tedy současná podoba vznikla z nominativu L’utovle (či L’utovlě), jehož genitiv či lokativ by byly rovněž L’utovle (Litovle), z čehož by později vznikl nový nominativ L’utovel (Litovel). Trhlinou této teorie u názvu Litovel je ovšem fakt, že není doložena žádná jeho dřívější podoba zakončená -vle.
Název města je ve spisovné češtině ženského rodu, ovšem v moravských nářečích se užívá v rodě mužském.

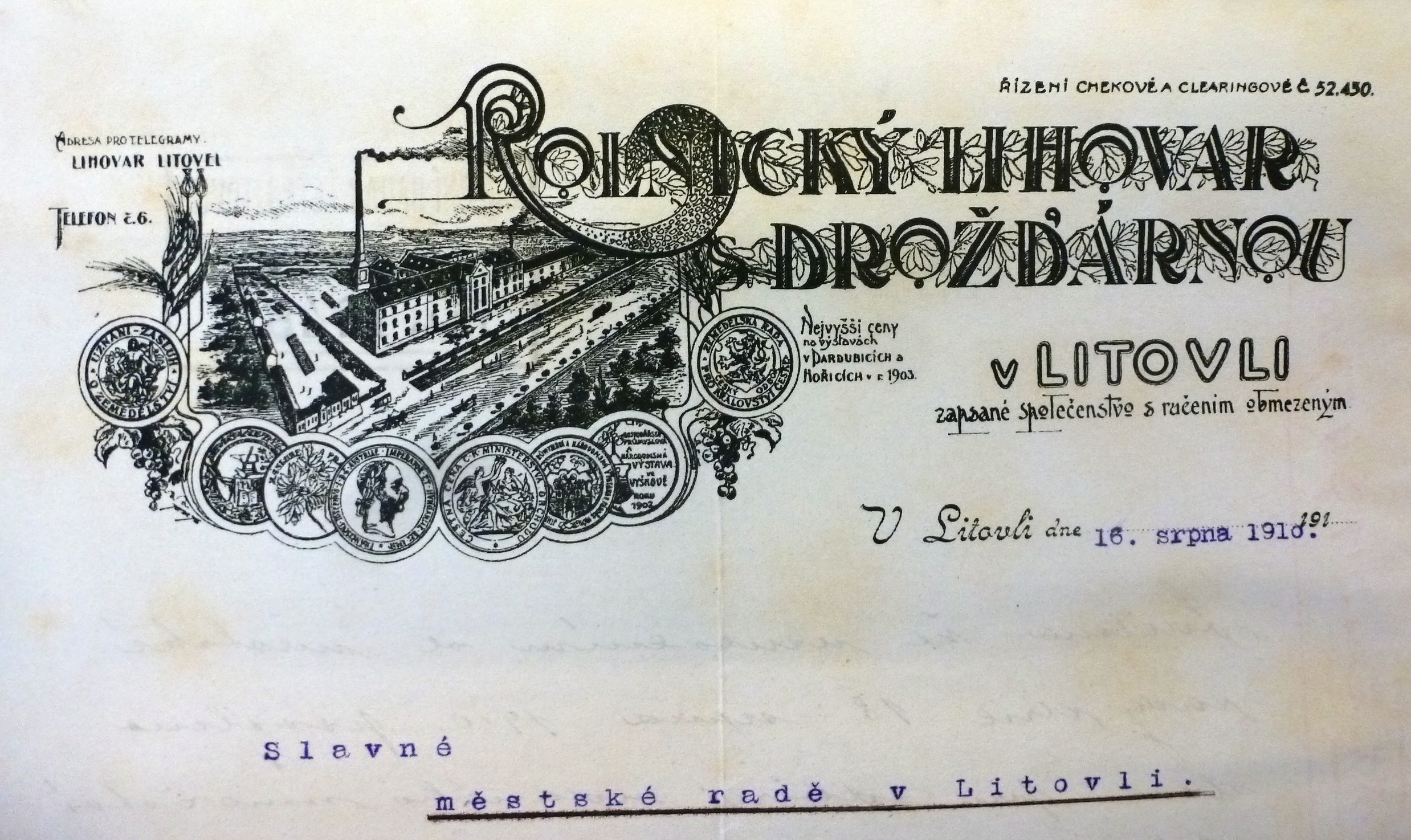
Rolnický lihovar... rok 1910

## Historie

Litovel (roku 1760)

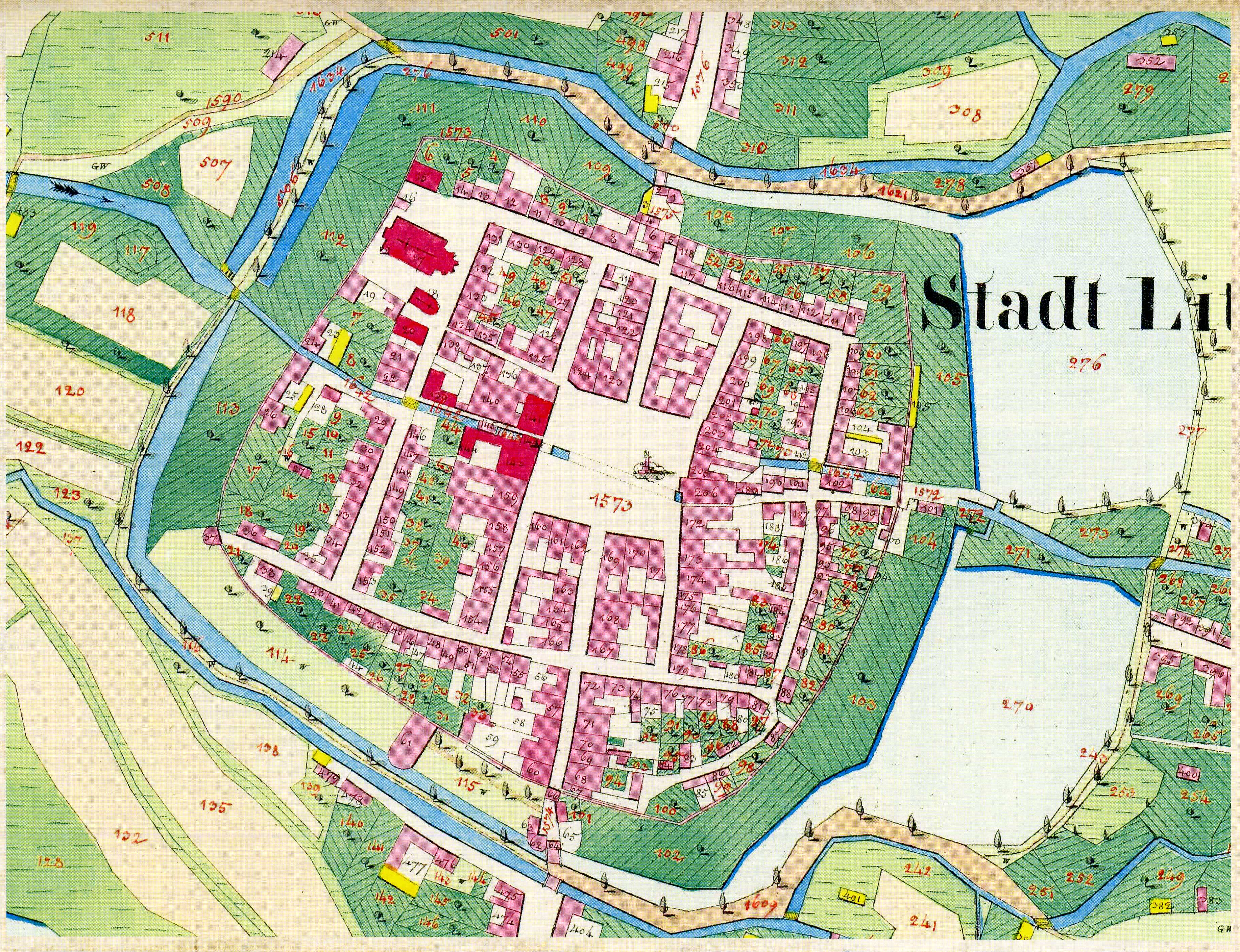
Mapa Litovle z roku 1834

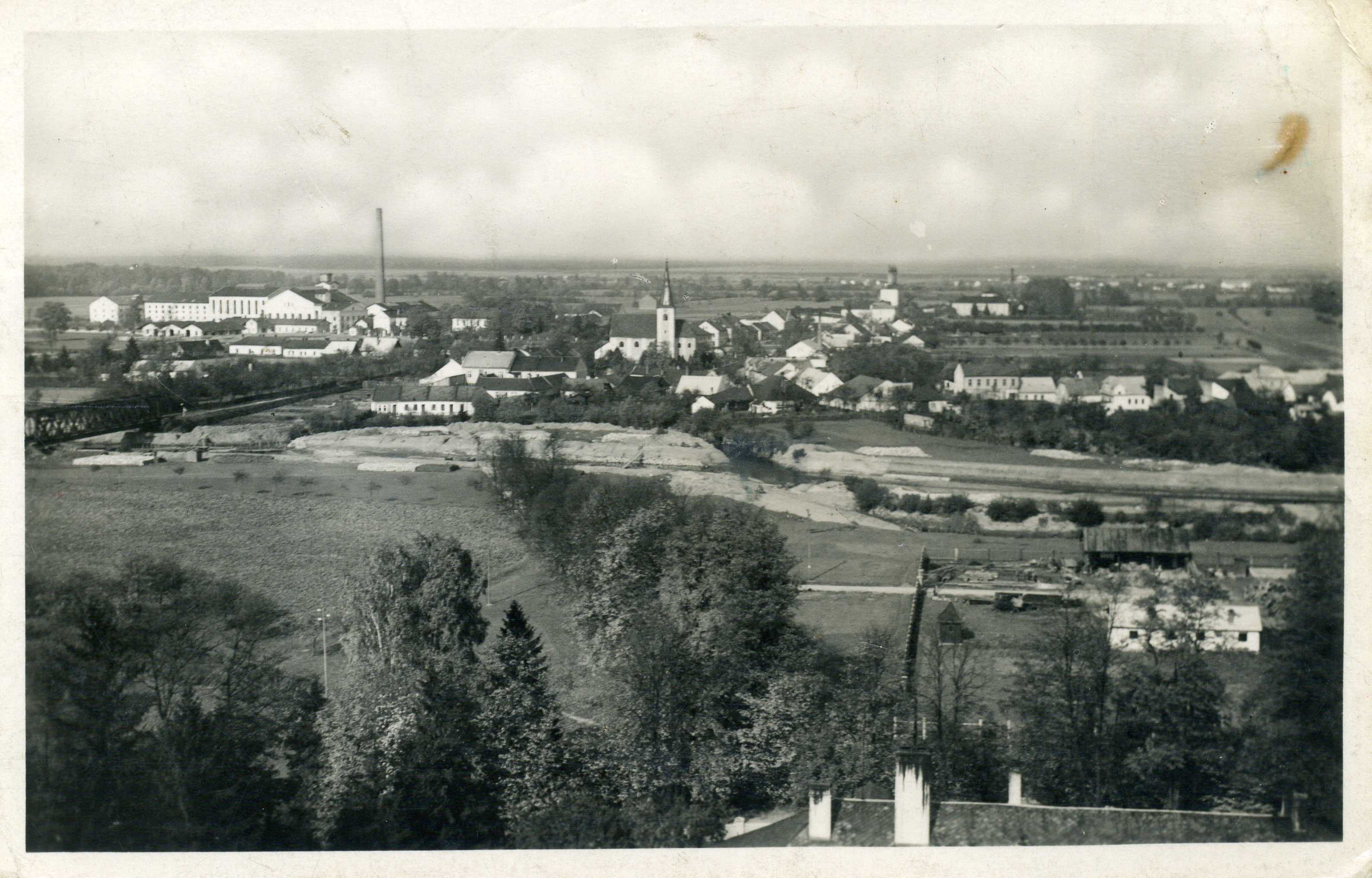
Historický pohled na Uničovské předměstí Litovle

Doba vzniku města se podle dendrochronologických výzkumů klade do let 1252–1256. Město založil Přemysl Otakar II. První písemná zmínka o Litovli pochází z let 1270–1272, kdy se v listinách kláštera Hradisko objevuje jméno Luthowl, ovšem první autentická písemná zmínka o založení města pochází až z roku 1287, jde o listinu uloženou v archivu města.
Roku 1291 král Václav II. udělil Litovli právo várečné a právo mílové, a Litovel byla povýšena na trhovou ves. V roce 1327 král Jan Lucemburský povolil městu stavbu hradeb. O devatenáct let později město vstoupilo do trojspolku s městy Uničov a Olomouc a o rok později, dne 1. listopadu 1437 byla Litovel přepadena husitskými vojsky.
Roku 1572 byla postavena typická radniční věž. Na památku morové epidemie pak byl v roce 1724 na náměstí postaven mariánský morový sloup od sochaře Václava Rendera (též autor sloupu Nejsvětější Trojice v Olomouci).
Zajímavostí je nález základů pranýře na náměstí Přemysla Otakara druhého, podle výzkumu byl tento nález zařazen do období novověku.
V souvislosti s obecní reformou se v roce 1850 Litovel stala okresním městem, roku 1869 zde vznikla rolnická záložna a roku 1899 Čechové vyhráli obecní volby, čímž Litovel se dostala pod českou správu. O čtyři roky později došlo k založení Rolnického pivovaru v Litovli. V roce 1910 existoval v Litovli i „Rolnický lihovar s drožďárnou“. Pýchou české správy města se roku 1901 stala reálka, jejíž novorenesanční budova se tyčí nad hladinou rybníka ve Smetanových sadech (dnes Gymnázium Jana Opletala).
Dne 7. července 1997 přišla tisíciletá voda, město bylo zasaženo katastrofální povodní a bylo prakticky celé pod vodou, mnoho domů bylo zničeno (hned nebo z důvodů porušené statiky). V roce 2017 starosta města Zdeněk Potužák prohlásil, že kvůli problému s výkupem pozemků budou protipovodňová opatření dokončena nejdříve za 10 let. Dne 9. června 2004 pak město bylo poničeno tornádem (stupeň F3).
Při stavebních pracích odkryli v létě roku 2014 archeologové na náměstí Přemysla Otakara nejstarší zachovalý funkční kamenný most na Moravě. Most stojí nad Nečízem, jedním z ramen řeky Moravy, které teče pod náměstím. Dochovala se na něm i původní dlažba. Je dlouhý 8,5 metru a široký 7 metrů. Archeologové datují vznik mostu do přelomu čtrnáctého a patnáctého století.
V březnu 2020 byl v Litovli dva týdny omezen pohyb osob z důvodu vysokého počtu nakažených během pandemie covidu-19. Dne 15. září 2024 zasáhla město povodeň.

## Přírodní poměry

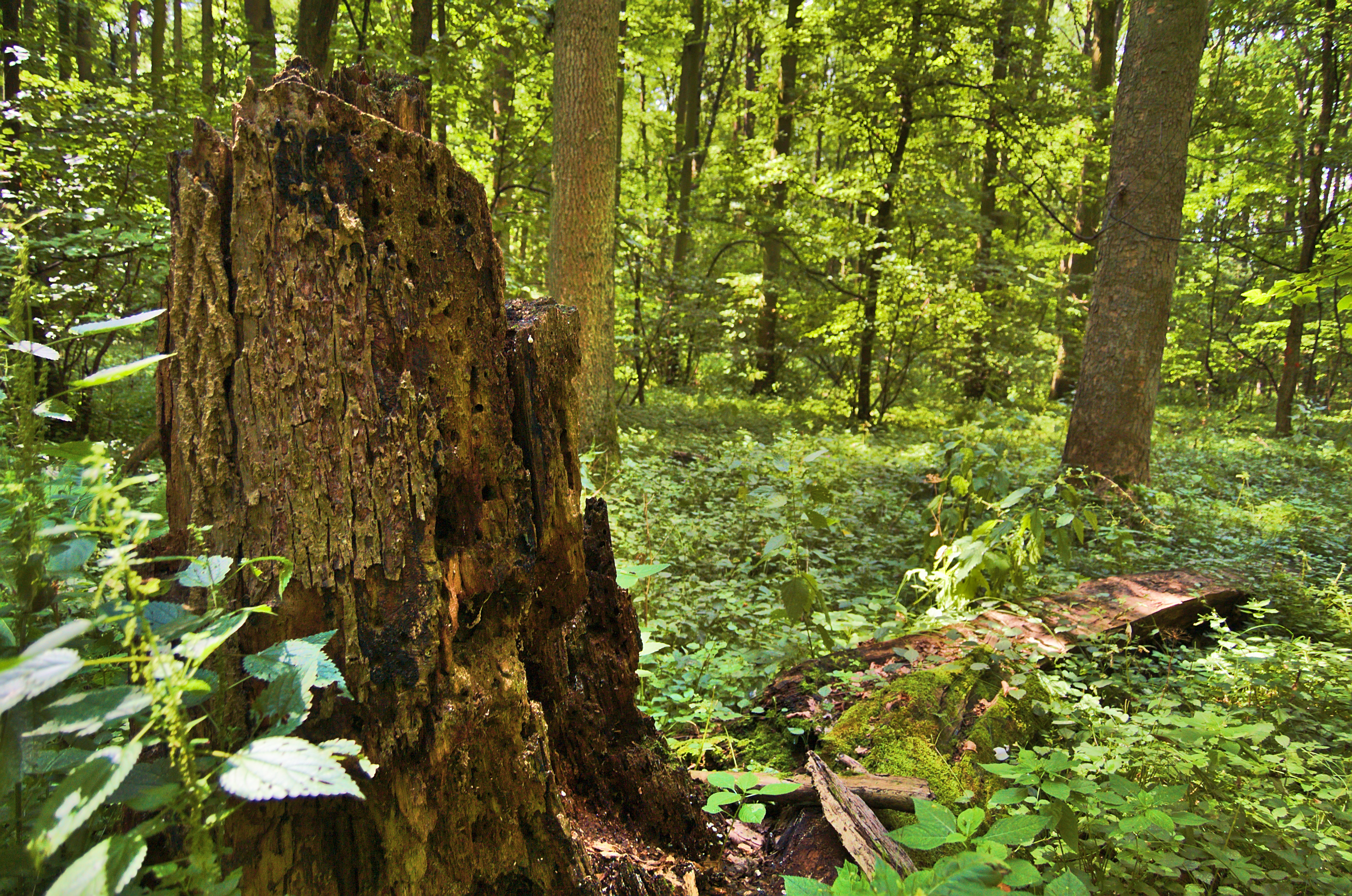
Národní přírodní rezervace Vrapač

V okolí města se rozprostírá Chráněná krajinná oblast Litovelské pomoraví. Chráněnou krajinnou oblastí byla prohlášena v roce 1990.
V CHKO se nacházejí významné lužní a bažinné lesy. Většina území CHKO se rozkládá v údolní nivě řeky Moravy s lužními lesy, loukami, mokřady, tůněmi a zatopenými pískovnami. Dalšími biotopy na území CHKO jsou teplomilné chlumní doubravy v severní části a dubohabrové a bukové lesy. V lesích převažuje přirozená druhová skladba. Nadregionální význam má hlavně nezregulovaný přírodní meandrující tok řeky Moravy.

### Biocentra a přírodní rezervace
- Nadregionální biocentrum „Vrapač – Doubrava“ (1 100 ha)
- Nadregionální biocentrum „Ramena řeky Moravy“ nazývané také „Litovelské Pomoraví – luh“ (1600 ha).
- Regionální biocentra: „Pňovický luh“ (80 ha), Třesín (120 ha).
- Celkem 25 maloplošných zvláště chráněných území (ZCHÚ): 2 NPR, 1 NPP, 13 PR, 11 PP.

## Obyvatelstvo

### Struktura
Vývoj počtu obyvatel za celou obec i za jeho jednotlivé části uvádí tabulka níže, ve které se zobrazuje i příslušnost jednotlivých částí k obci či následné odtržení.
| Místní části   | Místní části | 1869  | 1880  | 1890  | 1900  | 1910  | 1921  | 1930  | 1950  | 1961  | 1970  | 1980   | 1991   | 2001   | 2011  | 2021  |
| -------------- | ------------ | ----- | ----- | ----- | ----- | ----- | ----- | ----- | ----- | ----- | ----- | ------ | ------ | ------ | ----- | ----- |
| Počet obyvatel | část Litovel | 6 254 | 7 403 | 7 743 | 8 127 | 8 189 | 8 240 | 8 041 | 7 438 | 8 489 | 9 019 | 10 123 | 10 184 | 10 030 | 9 719 | 9 459 |
| Počet domů     | část Litovel | 878   | 977   | 1 025 | 1 083 | 1 124 | 1 205 | 1 385 | 1 592 | 1 601 | 1 700 | 1 725  | 1 902  | 1 932  | 2 065 | 2 225 |

## Městská správa

### Místní části

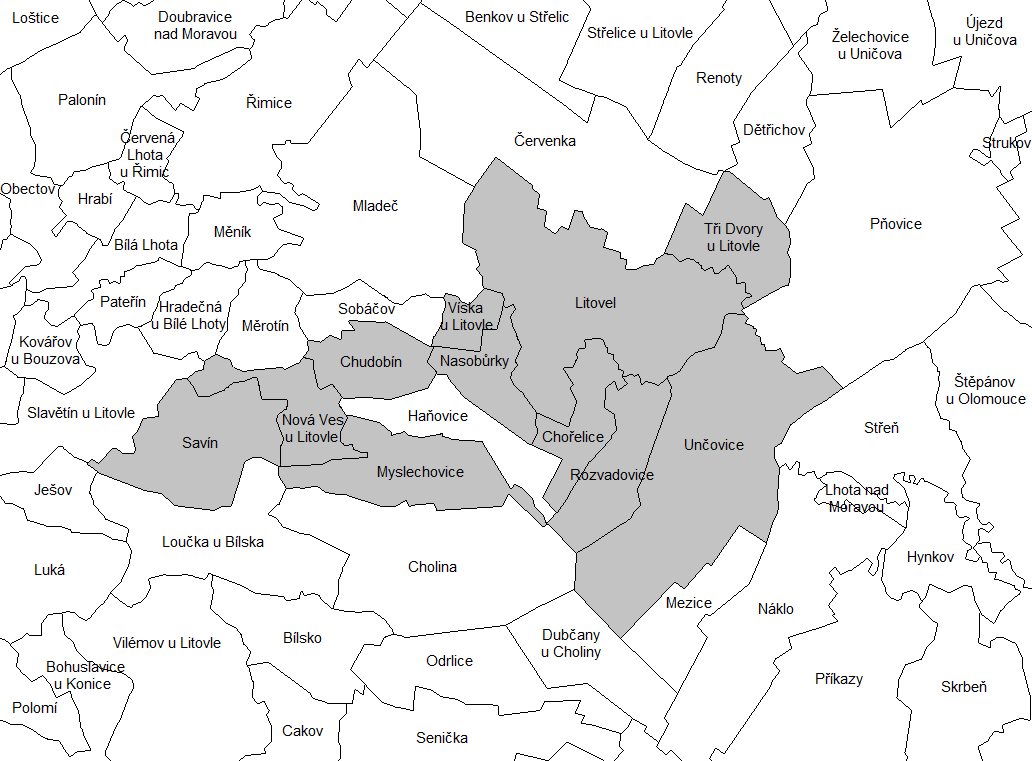
Katastrální mapa Litovle

Litovel se dělí na 11 částí (údaje k roku 2011):
- Březové (v k. ú. Unčovic; připojena 1980; 60 domů, 191 obyvatel)
- Chudobín (připojena 1980; 80 domů, 226 obyvatel)
- Litovel (1 120 domů, 7241 obyvatel) a historická osada Chořelice (připojena 1975; 78 domů, 307 obyvatel)
- Myslechovice (připojena 1980; 115 domů, 375 obyvatel)
- Nasobůrky (připojena 1980; 152 domů, 458 obyvatel)
- Nová Ves (připojena 1980; 82 domů, 229 obyvatel)
- Rozvadovice (připojena 1980; 64 domů, 220 obyvatel)
- Savín (připojena 2001; 63 domů, 141 obyvatel)
- Tři Dvory (připojena 1976; 92 domů, 247 obyvatel)
- Unčovice (připojena 1980; 124 domů, 408 obyvatel)
- Víska (připojena 1980; 35 domů, 39 obyvatel)

V letech 1976–1990 byla součástí města také obec Červenka a v letech 1980–1990 také obce Haňovice a Pňovice.

### Městské symboly
Znak města je historický, vlajka byla městu udělena rozhodnutím předsedy Poslanecké sněmovny Parlamentu České republiky dne 12. května 1997.

## Doprava
- V Litovli se nachází autobusové nádraží, umístěné v těsné blízkosti železniční zastávky Litovel město. Jezdí z něj autobusy do okolních měst a obcí i do vzdálenějších destinací. Autobusovou dopravu zajišťuje dopravce Arriva Morava. V návaznosti na modernizaci železniční stanice proběhla i rekonstrukce autobusového nádraží, která byla dokončena v roce 2024.
- železniční stanice a zastávky: Litovel předměstí (trať: 307, 308), Litovel město (trať: 307), Litovel (trať: 307)
- silnice druhé třídy v Litovli: 449 (spojuje Litovel s Mohelnicí a dále s Šumperkem), 447 (spojuje Litovel se Šternberkem), 635 (spojuje Litovel s Uničovem a dále s Olomoucí)
- D35 směr Olomouc a Mohelnice kde úsek D35 v okolí Litovle je dlouhý 26,2 km a začíná na exitu 28 (Litovel) a končí na exitu 54 (Mohelnice)

## Průmysl
- V Litovli se vaří stejnojmenné pivo.[18]
- Papcel, a.s. Litovel vyrábí stroje a technologická zařízení pro papírenský průmysl. V roce 2019 Papcel, a.s. přebrala společnost Bellmer Czech s.r.o. [19]
- V místní části Tři Dvory se nachází výrobna těstovin značky Adriana a sýrárna Brazzale Moravia (největší světový producent sýru parmezán).[20]
- V místní části Nasobůrky se vyrábějí minerální vody (např. Saguaro)[21] a plastové výrobky (EKT CZ k.).[22]
- SEV Litovel s.r.o. následník bývalé Tesly Litovel, proslulý světový výrobce gramofonů
- cukrovar
- Kimberly-clark, výrobce hygienických prostředků
- HTM Sport, výrobce lyžařského vybavení značek Head
- Alibona, výrobce konzervárenských výrobků
- JAD FOOD Litovel, výrobce zmrzlin (např. Ruská zmrzlina, zmrzlina Kubík)

## Společenský život

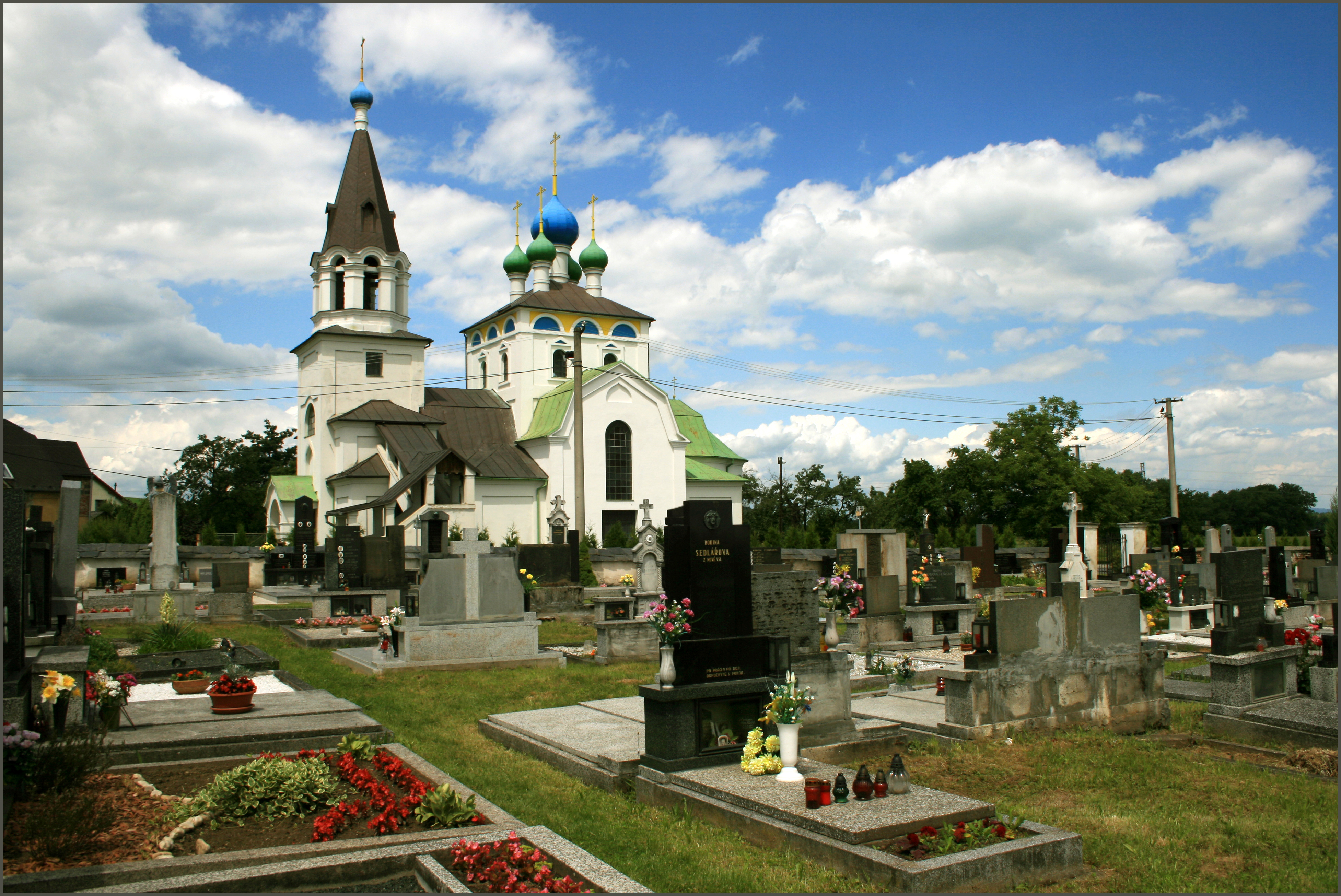
Pravoslavný kostel v Chudobíně

Samospráva města od roku 2010 pravidelně 5. července vyvěšuje zlato-červenou moravskou vlajku.

### Kulturní akce
Výstavy, koncerty, festivaly a další společenské akce organizuje Městský Klub Litovel.

### Festivaly
V Litovli se každoročně každou druhou červnovou sobotu pořádá celoměstský hudební a kulturní festival Hanácké Benátky.
Pivovar Litovel každoročně v srpnu pořádá festival hudby a piva Litovelský otvírák, na který tradičně zavítá rekordní počet návštěvníků. U příležitosti slavností probíhá i Den otevřených dveří pivovaru.
Na podzim se ve městě koná akce Litovelské slavnosti. V současné době je akce sloučena se Dny Evropského Dědictví.

### Advent
V období adventu se ve městě konají vánoční trhy, koncerty, tematická divadelní představení a další kulturní akce. O vánoční výzdobu města se starají Technické služby Litovel. Vánoční strom na náměstí Přemysla Otakara byl v roce 2016 zvolen jako nejkrásnější vánoční strom olomouckého kraje.

### Sportovní vyžití
V Litovli se nachází krytý bazén, otevřené koupaliště, moderní sportovní hala, areál sokolovny, vodácký areál s lezeckou stěnou, řada venkovních hřišť, sauna, bowling, petanque a minigolf.
V Litovli se tradičně pořádá extrémní štafetový závod BOBR CUP. Každoročně v Litovli také probíhá závod Spartan Race.

### Tatran Litovel
Tatran Litovel je tělovýchovná jednota, která pracuje ve 13 sportovních oddílech. V roce 2010 sdružovalo celkem 660 členů.
Házenkáři Tatranu Litovel hráli v sezónách v letech 2014–2017 v nejvyšší házenkářské lize České republiky.

### Vodácký oddíl
Litovlí protéká šest ramen řeky Moravy, a tak je Litovelsko centrem vodáctví.
Litovelská vodácká tělovýchovná jednota čítá celkem tři oddíly:
- Oddíl sjezdu a slalomu
- Oddíl rychlostní kanoistiky
- Oddíl vodní turistiky

### Starostové
- 1900–1914: první český starosta v Litovli Vácslav Socha
- 1914-1919: úřadující náměstek MUDr. Jan Smyčka
- 1919-1923: MUDr. Jan Smyčka
- 1923-1928: Alois Knajbl
- 1928-1938: Ing. Otakar Ledvinka
- 1938-1940: Msgre. Vincent Horák
- 1940-1945: Fritz Mekiska, vládní komisař
- 1945-1946: Otakar Vašek
- 1946-1946: Msgre. Vincent Horák
- 1946-1948: Ing. Jan Cucla
- 1948-1953: Josef Skopec
- 1953-1963: Václav Müler
- 1963-1971: Josef Veis
- 1971-1976: Antonín Vlček
- 1976-1988: Zdeněk Janků
- 1988-1990: RSDr. Lubomír Vymětal

- 1990–1994: Mgr. František Geschwinder
- 1994–2010: MVDr. Vojtěch Grézl
- 2010–2018: Ing. Zdeněk Potužák[24]
- od 2018: Viktor Kohout

## Školství a kulturní instituce

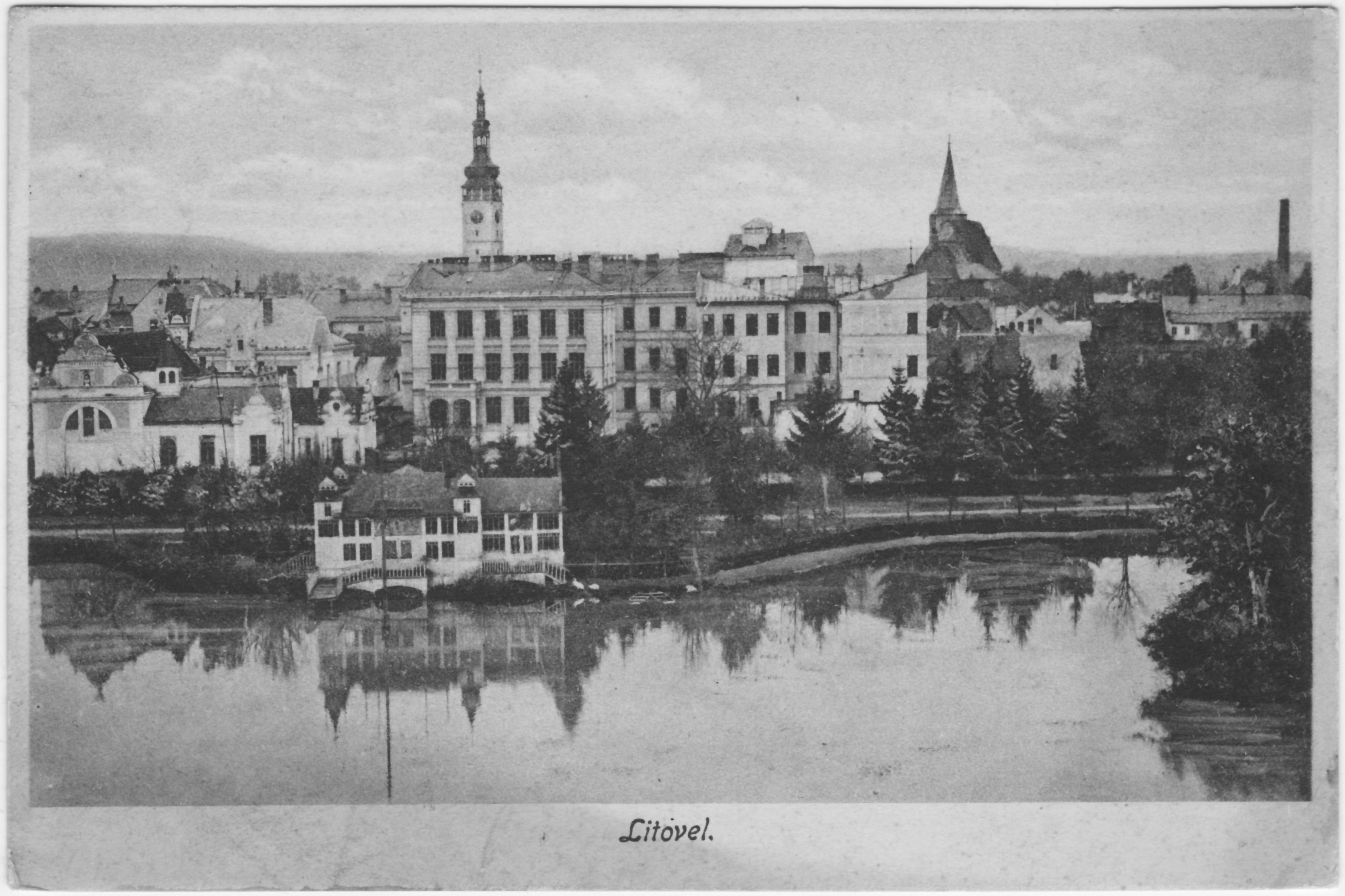
Historický pohled na město

### Mateřské školy
- Mateřská škola Gemerská
- Mateřská škola Gemerská – pobočka MŠ Kollárova
- Mateřská škola G. Frištenského
- Mateřská škola G. Frištenského – pobočka MŠ Čihadlo
- Mateřská škola G. Frištenského – pobočka MŠ Unčovice
- Církevní mateřská škola Svatojánek
- Mateřská škola Nasobůrky

### Základní školy
- ZŠ Jungmannova, Litovel
- ZŠ Vítězná 1250, Litovel
- ZŠ Nasobůrky
- ZŠ, dětský domov a jídelna Litovel

### Střední školy a gymázia
- Gymnázium Jana Opletala Litovel
- Střední odborná škola Litovel

### Ostatní školská zařízení
- Domov mládeže SOŠ Litovel
- Dům dětí a mládeže
- Základní umělecká škola
- Školní jídelna Studentů, Litovel
- Školní jídelna ZŠ Vítězná

### Kultura a ostatní zařízení
- Městská knihovna Litovel
- První muzeum Harmonik
- Městský klub Litovel
- Dětský pěvecký sbor Mládí při ZŠ Vítězná Litovel
- Pěvecký sbor Palora při GJO Litovel
- Pěvecký sbor Úsvit při ZŠ Jungmannova Litovel
- Pěvecký sbor Senzakord, o.s.
- Smíšený pěvecký sbor Kantika při MK Litovel
- Folklorní soubor Hanačka
- Divadelní odbor Sokola Litovel
- Studio Atelier při MK Litovel – litovelští výtvarníci
- Litovelský INFOkanál (místní TV vysílání)

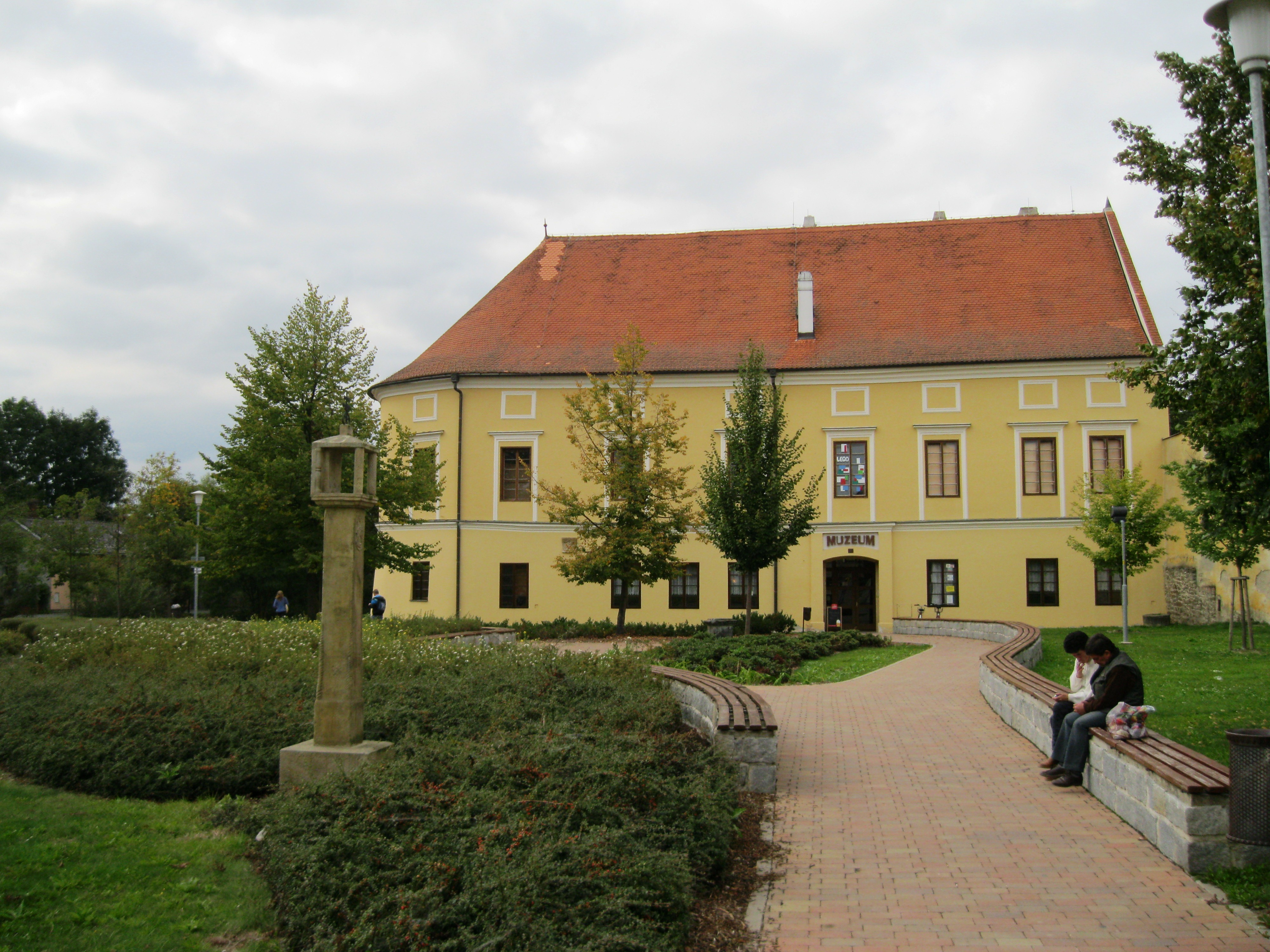
Muzeum Litovel (bývalá střelnice)

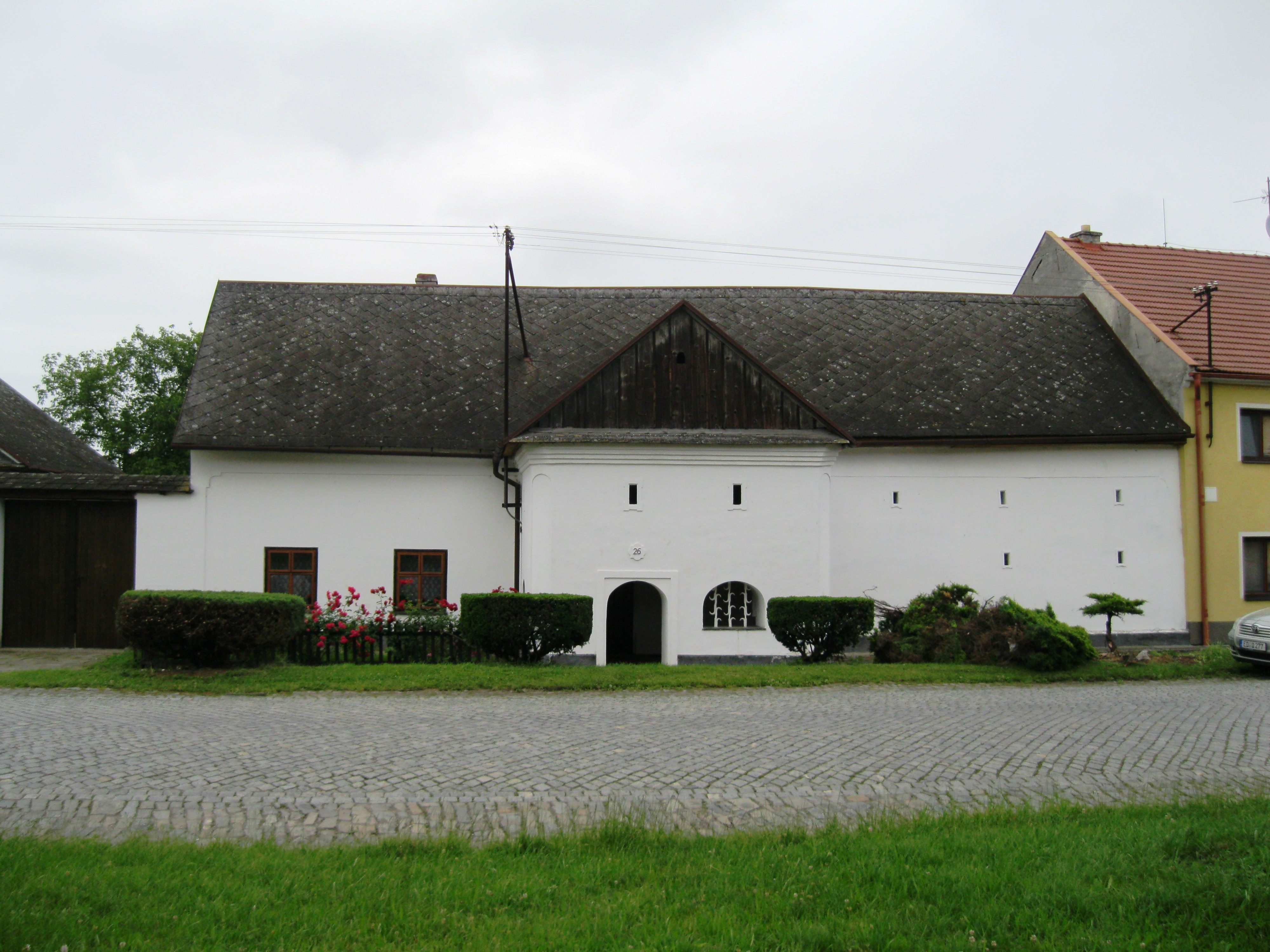
Venkovská usedlost v Příkazech

- Fotoklub Litovel při MK Litovel

### Muzea na Litovelsku

#### Muzeum Litovel
Muzeum Litovel se nachází ve Smyčkově ulici a kromě krátkodobých výstav nabízí také tři stálé expozice: Řemesla 1. poloviny 20. století, Gustav Frištenský a Od mechanického hracího strojku k modernímu gramofonu.

#### Muzeum harmonik Litovel
Zdejší muzeum harmonik je největším muzeem svého druhu ve střední Evropě, je soukromou sbírkou. Vystavuje na 230 harmonik starých až 150 let. Všechny nástroje ve sbírce jsou funkční a zájemci si mohou jejich zvuk sami vyzkoušet. Nástroje jsou evidovány ve fondu ministerstva kultury.

#### Hanácké skanzen Příkazy
Centrem skanzenu je 200 let starý grunt, kde je umístěna expozice bydlení nebo sbírky dětských hraček. V přilehlých zahradách se můžete podívat do stodol, kde najdete zemědělské stroje a nářadí. Součástí skanzenu je originální hanácká hospoda.

#### Hanácké národopisné muzeum Cholina
Jako základ sbírky posloužily rekvizity používané místním ochotnickým spolkem v padesátých letech – ojedinělým exponátem je např. divadelní opona, ale jsou tu i jiné předměty týkající se krojů či ukázek dobového domácího inventáře (nádobí, hrací obrazy atd.) a také předměty ze starých školních kabinetů, které místní škole daroval cestovatel Emil Holub při svojí přednášce v obci.

#### Muzeum Bouzov
Muzeum Bouzov je v roce 2010 vybudované muzeum řemesel.

## Mikroregion Litovelsko
Mikroregion Litovelsko je dobrovolný svazek obcí se sídlem v Litovli. Řeší problémy ohledně samosprávy obcí a společenského a hospodářského rozvoje. Obce si navzájem dopomáhají i v souvislosti s cestovním ruchem. Svazek sdružuje celkem 22 obcí a byl založen v roce 2003. Mikroregion zahrnuje oblast s více než 26 tisíci obyvateli a jeho předsedou je starosta Litovle Viktor Kohout.

## Pamětihodnosti

### Litovelská radnice
Radnice stojí na náměstí Přemysla Otakara, původně stavba sloužila jako sídlo rychtáře a poté i jako panské sídlo. V roce 1557 ji odkoupilo město a zřídilo zde radnici. V roce 1572 byla přestavěna a byla přistavěna 65,4 m vysoká věž, stojící přímo nad ramenem Moravy, což ji činí nejvyšším mostem na řece Moravě.

### Morový sloup

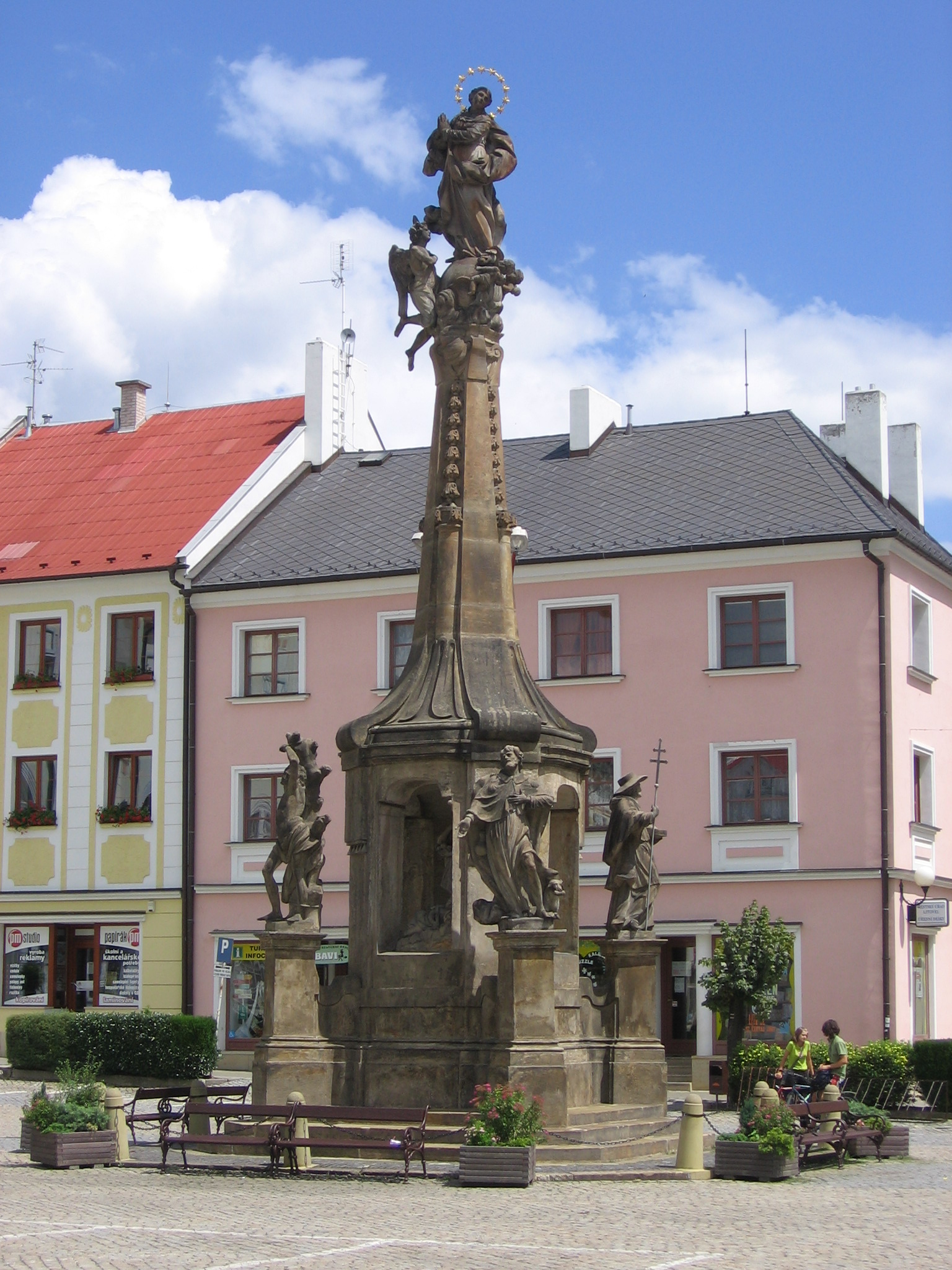
Morový (Mariánský) sloup

Památník morové epidemie z roku 1714, vytvořil jej Václav Render roku 1724. Morový sloup zdobí plastiky Panny Marie, svaté Pavlíny, svaté Rozálie a v rozích svatého Karla Boromejského, svatého Rocha, svatého Šebestiána a svatého Františka Xaverského.

### Městské hradby
Pozůstatky městských hradeb. Po třicetileté válce byly opraveny, což připomíná kámen s letopočtem 1691, zasazený do hradeb.

### Langův dům
Jednopatrový měšťanský dům v městské památkové zóně na rohu náměstí Přemysla Otakara a Masarykovy ulice. Objekt je kulturní památkou České republiky. Tento nejstarší zachovaný litovelský pravovárečný dům byl postaven roku 1542 v renesančním slohu jako reprezentativní sídlo zámožného soukeníka a městského radního Lorenze Langa.

### Vodní dílo Nečíz
Nečíz je rameno řeky Moravy, protékající jádrem města přibližně od západu k východu s vícekrát upravovaným korytem, dnes z velké části zaklenuté. Tato urbanistická struktura byla již součástí středověkého vodního systému města. Nečíz protéká mimo jiné pod několika významnými stavbami, mezi nimi pod bývalým Městským mlýnem či věží radnice. Jednou z atraktivit města je sestup k vodní hladině Nečízu po klasicistním schodišti přímo z plochy náměstí Přemysla Otakara, který je chráněnou technickou památkou.

### Budova gymnázia Jana Opletala

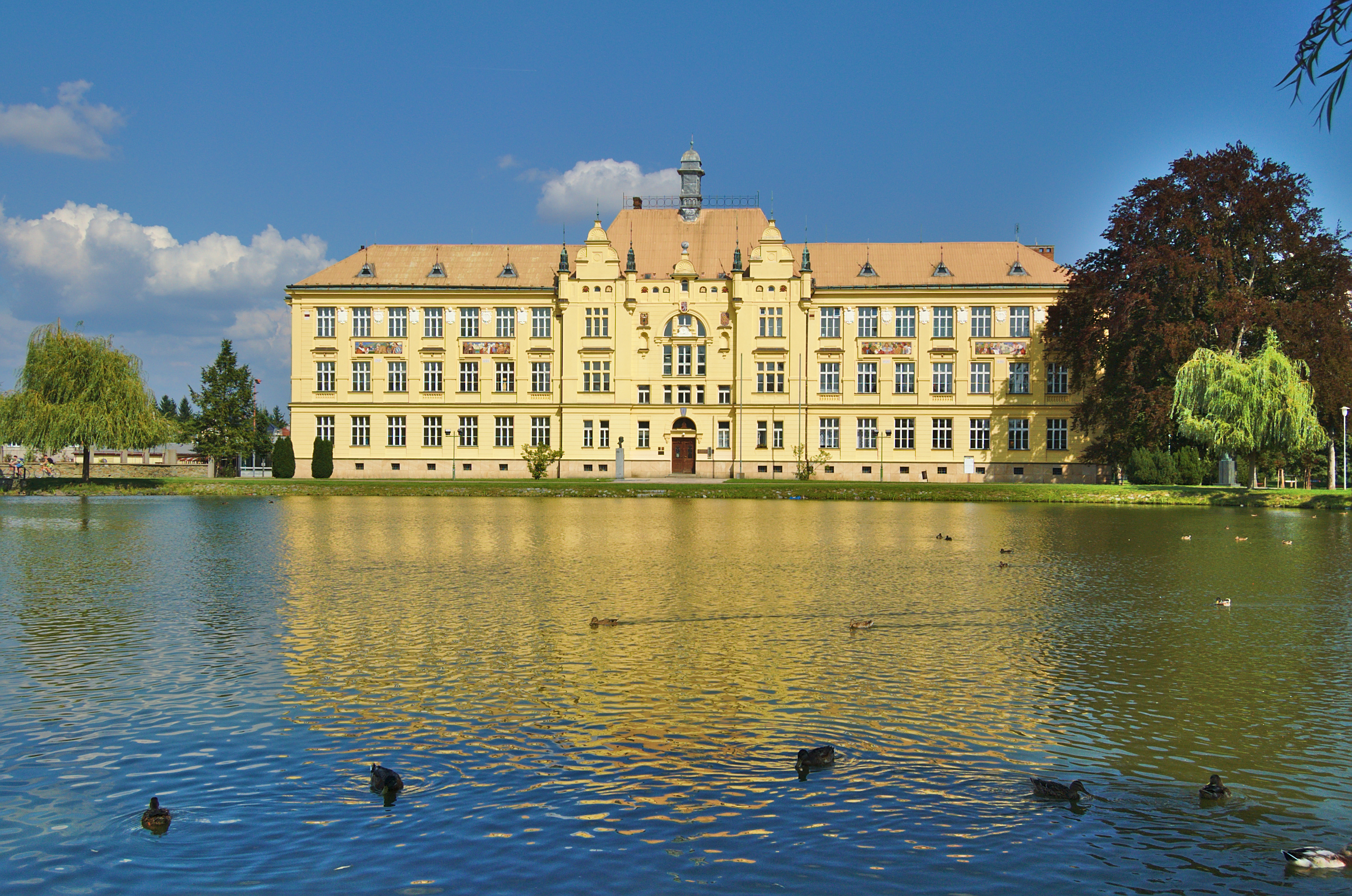
Novorenesanční budova gymnázia

Budova novorenesančního stylu, byla navržena profesorem brněnské techniky arch. Josefem Bertlem. Stavba byla dokončena ve dnech 10. a 11. září 1904. Dr. František Nerada, první ředitel gymnázia, popisuje v článku z roku 1904 „Umělecká výzdoba budovy školy reálné“ budovu takto: „Nad hlavním vchodem znak města, nad prvním poschodím, kde je poprsí Komenského, znaky zemí českých a nad druhým poschodím, vedle plastických ozdob znázorňujících střídavě českou korunu a haluze lípové jsou ve zvláštních polích obrazy květin význačných pro Litovelsko. Avšak hlavní výzdoba spočívá ve čtyřech velkých obrazech umístěných na hlavním průčelí po obou stranách hlavního vchodu, které jsou opatřeny nápisy vystihujícími jejich význam. Každý obraz, na němž jsou zobrazeny postavy v nadživotní velikosti po poprsí, jest 4 m dlouhý a metr vysoký. Provedeny jsou, jakož i všecky obrazové ozdoby venku na budově, v barevné pálené hlíně, pokryté sklonovinou, aby tak vzdorovaly počasí a staly se nezničitelnými.“

#### Ozdobné mozaiky na průčelí gymnázia
- Václav II. povyšuje Litovel na trhovou ves (roku 1291)
- Jan Lucemburský udílí Litovli městská práva (roku 1327)
- Jiří z Poděbrad, zakladatel zlatého věku Litovle
- Génius Slovanstva žehná obrozené Litovli (roku 1899)

### Švédská deska

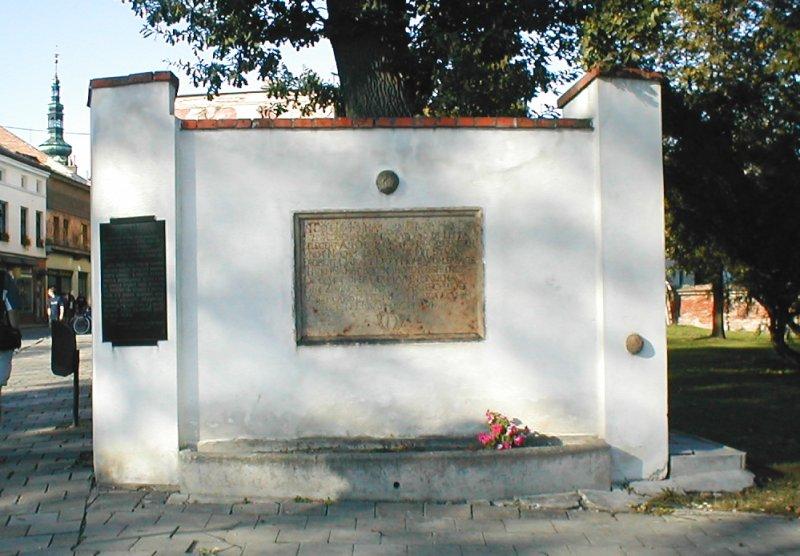
Švédská deska

Památník dobytí Litovle Švédy za třicetileté války byl postaven roku 1652. Jsou v něm zazděny kamenné dělové koule. Překlad německého nápisu na desce zní:
„Léta páně 1643 dne 19. června oblehla hlavní švédská armáda město Litovel. V těchto místech prudce ostřelovala město a pak ho dobyla útokem. Poté vyhodila do povětří tři vysoké a pevné věže i s oběma branami, rozmetala hradební předprseň, zbořila příkop i val a v nepřátelské zvůli žalostně zničila celé město.“

### Svatojánský most

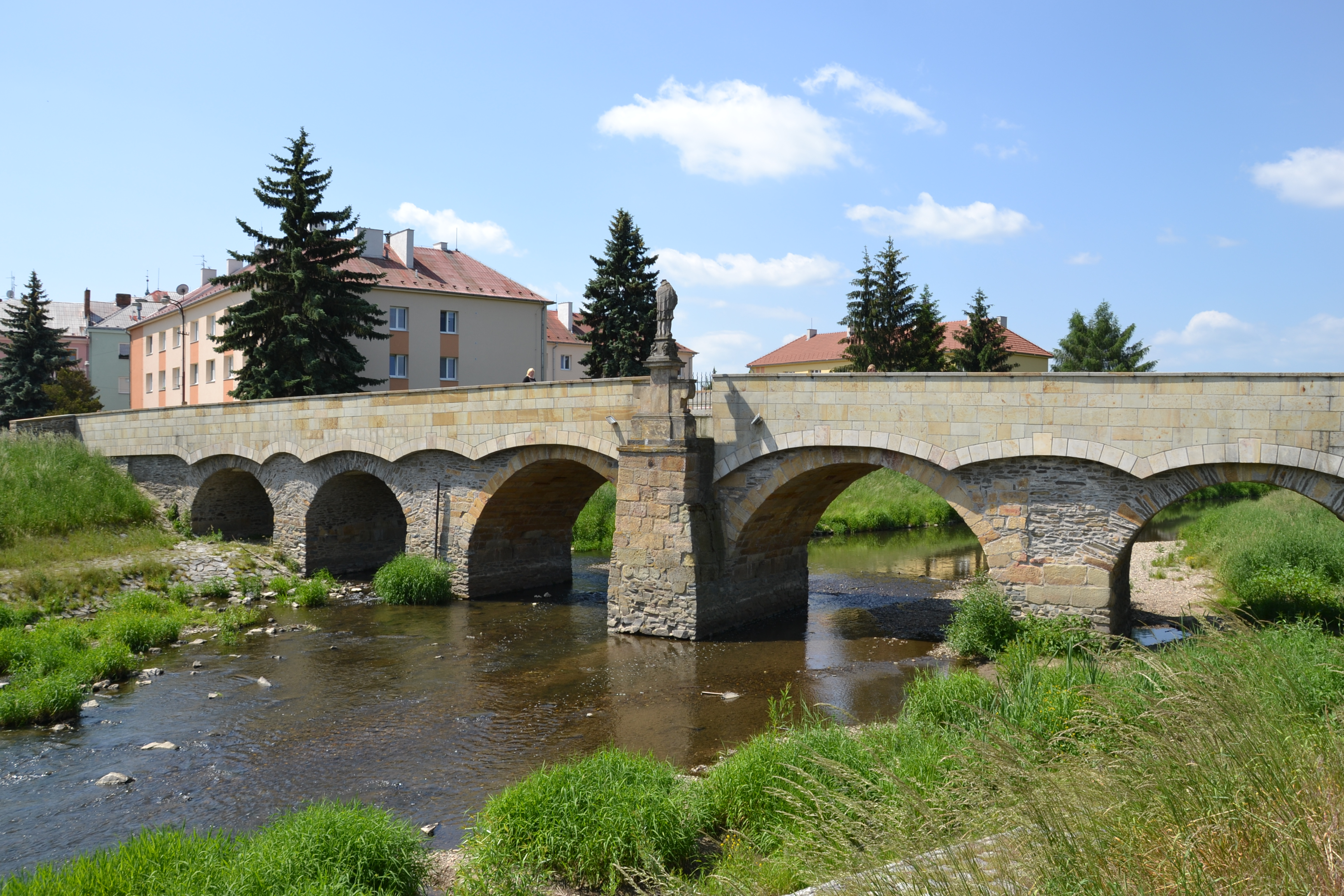
Svatojánský most

Kamenný most přes řeku Moravu byl dostavěn kolem roku 1592 a je jedním z nejstarších dochovaných mostů v České republice a nejstarším na území Moravy. Uprostřed mostu je umístěna socha svatého Jana Nepomuckého.
Po povodních v roce 1997 byla provedena rozsáhlá rekonstrukce mostu. Roku 2014 byl odkryt ještě starší most přes náhon Nečíz.

### Kostely a kaple

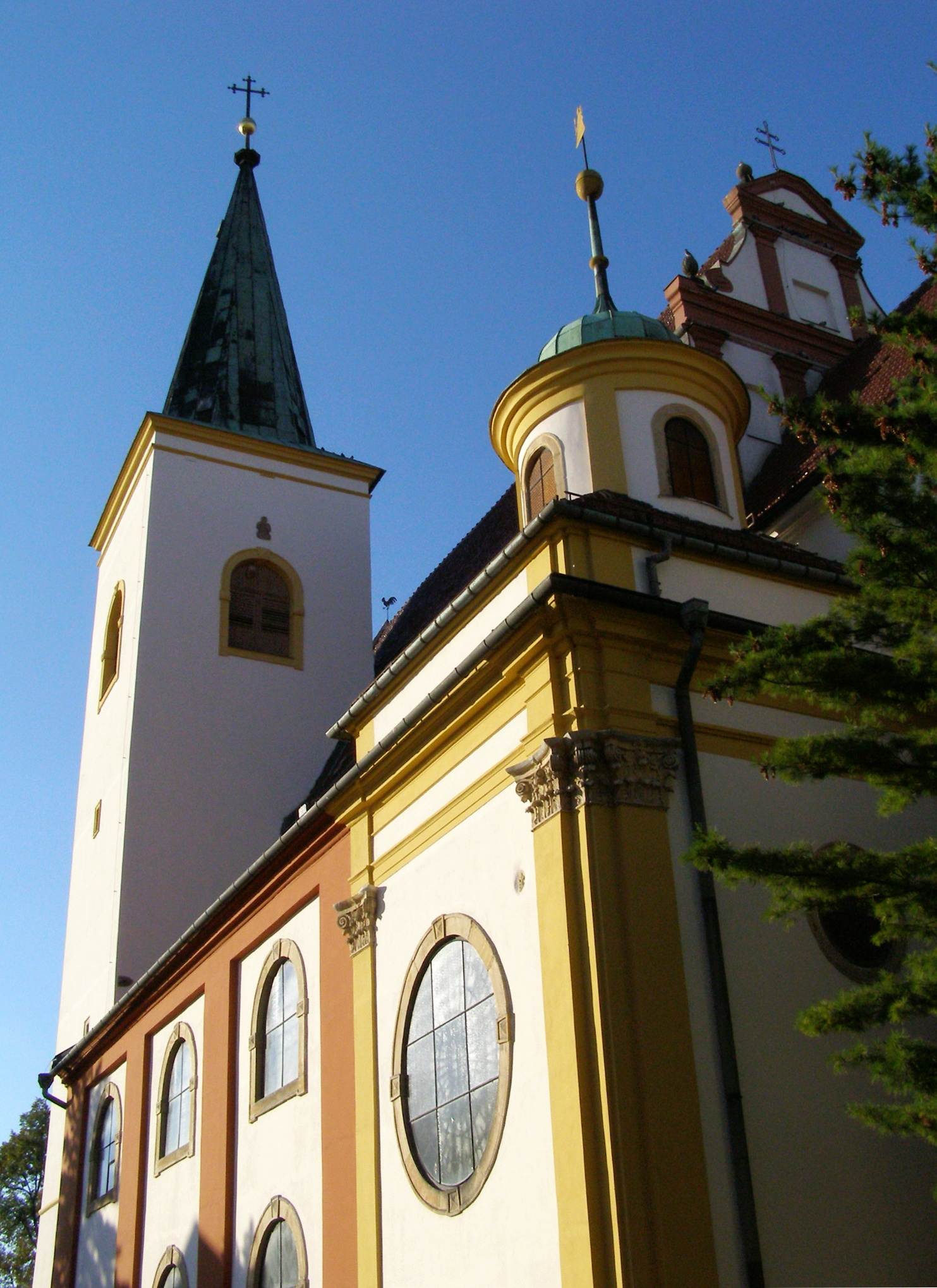
Chrám svatého Marka na Náměstí Svobody

- Kostel svatého Jakuba a Filipa
- Kostel svatého Marka
- Husův sbor
- Kaple svatého Jiří

#### Kostely a kaple v městských částech
- Kaple korunování Panny Marie v Nové vsi
- Kaple neposkvrněného početí Panny Marie v Nasobůrkách
- Kaple svaté Anny v Unčovicích
- Kaple svatého Cyrila a Metoděje v Březovém
- Kaple svatého Floriána v Chořelicích
- Kaple svatého Floriána ve Vísce
- Kaple svatého Floriána ve Třech Dvorech
- Kaple svatého Michala v Myslechovicích
- Kostel Nejsvětější trojice v Rozvadovicích
- Kaple v Savíně
- Kostel svatého Františka Serafinského v Chudobíně
- Pravoslavný chrám svatého Cyrila a Metoděje v Chudobíně
- Kostel svatého Cyrila a Metoděje sboru Československé církve husitské v Chudobíně

## Osobnosti

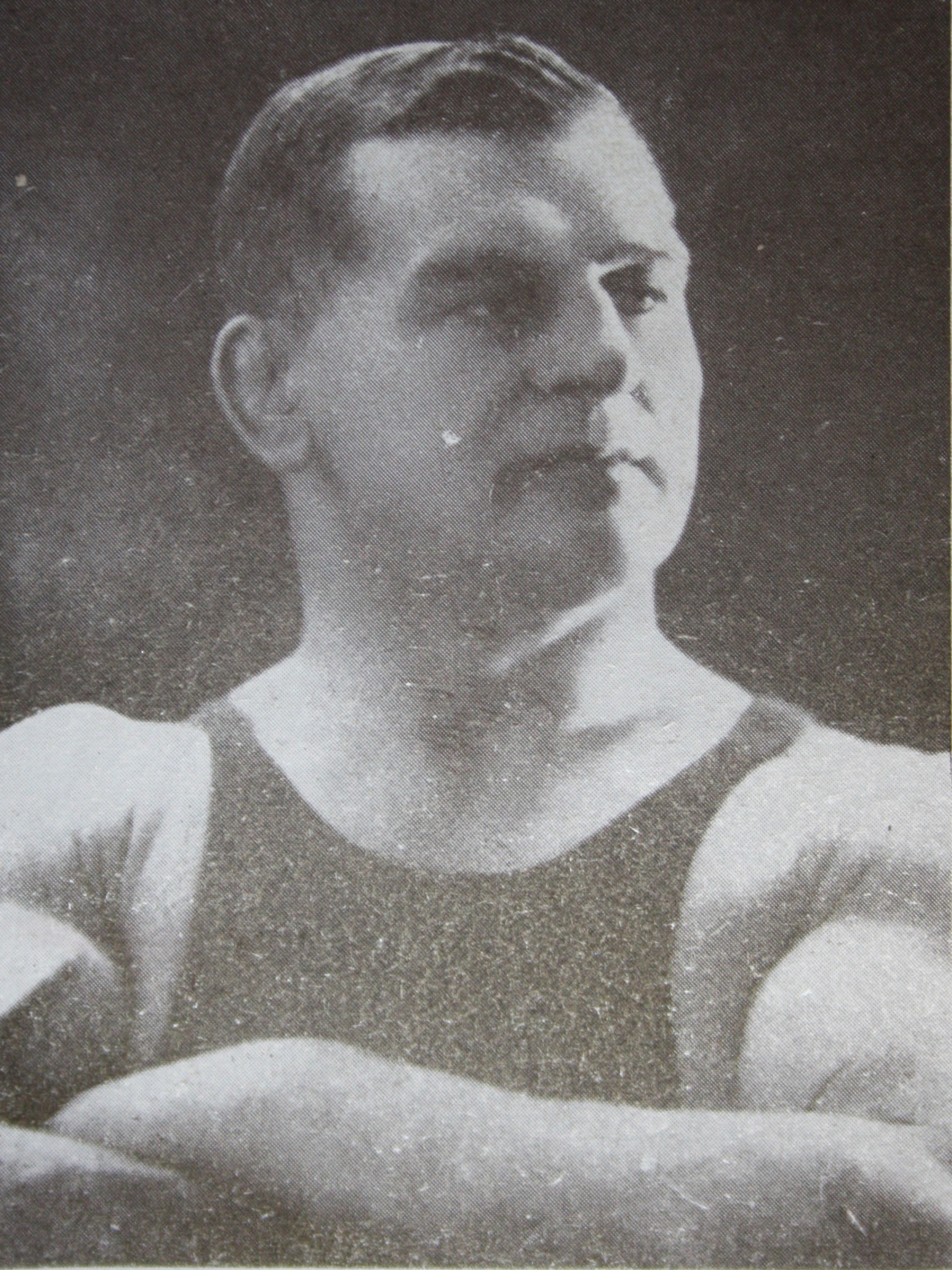
Zápasník Gustav Frištenský

- Alan Bastien (* 1971), herec a muzikálový zpěvák, kariéru začínal v Litovli.
- Jan Čep (1902–1974), spisovatel, filozof, esejista a překladatel. Pocházel z Myslechovic.
- Václav Čikl (1900–1942), pravoslavný kněz, mučedník a světec. Studoval na gymnáziu v Litovli.
- František Dvořák (1920–2015), historik umění
- Bohumil Eliáš (1937–2005), český sklářský výtvarník, sochař, malíř a grafik
- Gustav Frištenský (1879–1957), zápasník v řeckořímském zápase
- Leopold Kašpar (1857–1941), podnikatel, zakladatel továrny na mlynářské a sladovní stroje v Senici na Hané.[28][29]
- Přemysl Krbec (1940–2021), mistr světa v přeskoku, gymnasta,[30] účastník Letních olympijských her 1964 v mnoha gymnastických disciplínách.[31]
- Alois Kučera (1905–1962), malíř, grafik a fotograf
- Heinrich Kulka (1900–1971), česko-rakouský architekt židovského původu
- Lorenz Lang (16. století), zámožný soukeník a městský radní, stavitel Langova domu
- Jan Opletal (1915–1939), student, oběť protinacistické demonstrace 28. října 1939
- Viktor Pinkava (1868–1951), katolický kněz a moravský historik
- Marie Růžičková-Strozzi (1850–1937), slavná tragédka a umělkyně světového jména
- Sára Saudková (* 1967), fotografka, prožila dětství v Litovli
- Jan Smyčka (1855–1927), vlastivědný pracovník a starosta města
- Josef Svozil (1847–1931), český politik, poslanec Říšské rady, zakladatel rolnického akciového pivovaru Litovel
- Lubomír Šik (* 1928), regionální historik zabývající se především dějinami města Litovel
- Alena Šromová (* 1959), praktická lékařka a senátorka
- Alois Švec (1929–1986), katolický kněz, salesián, vězeň komunismu
- Hans Temple (1857–1931), německý portrétový malíř, zemřel ve Vídni
- Gustav Tschermak (1836–1927), rakouský mineralog
- Alois Volkman (1937–2024), básník pocházející z Chudobína
- Rudolf Wedra (1863–1932), rakouský politik, poslanec Říšské rady
- Josef Žídek (1889–1968),[32] duchovní, budovatel kostela CČSH a chrámu pravoslavného v Chudobíně.[33]

## Fotogalerie

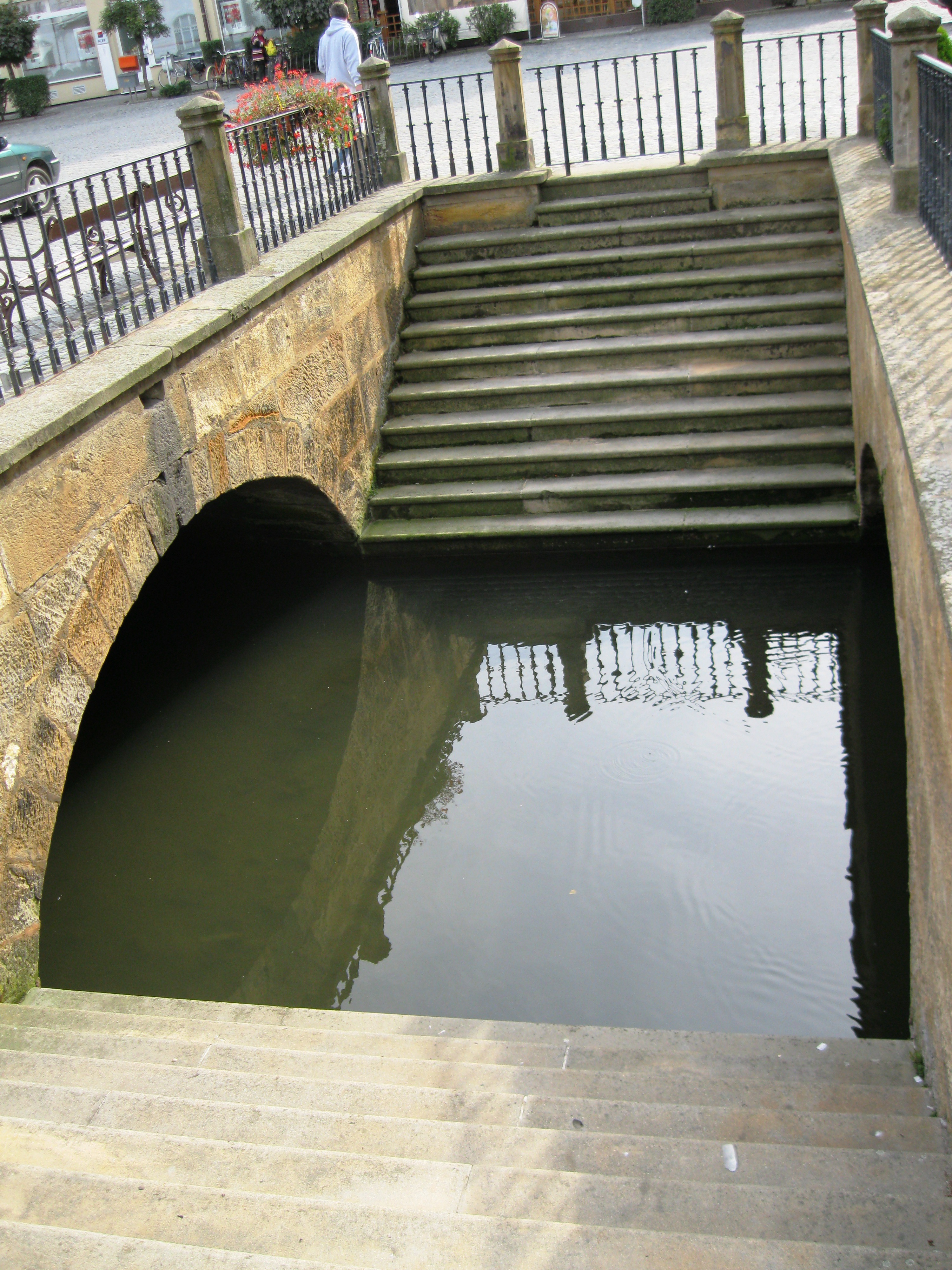
Schodiště k Nečízu, technická památka
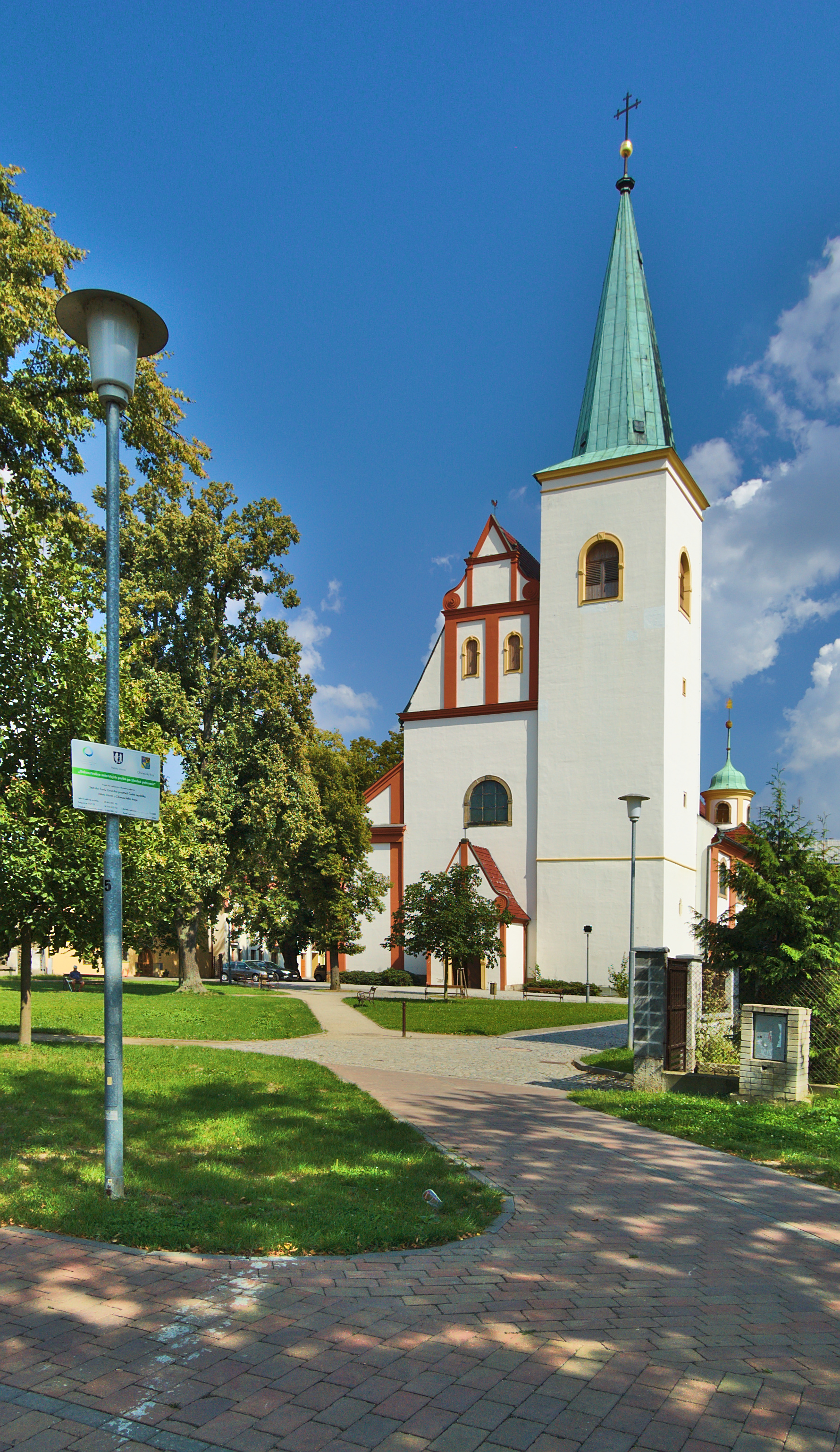
Kostel svatého Marka
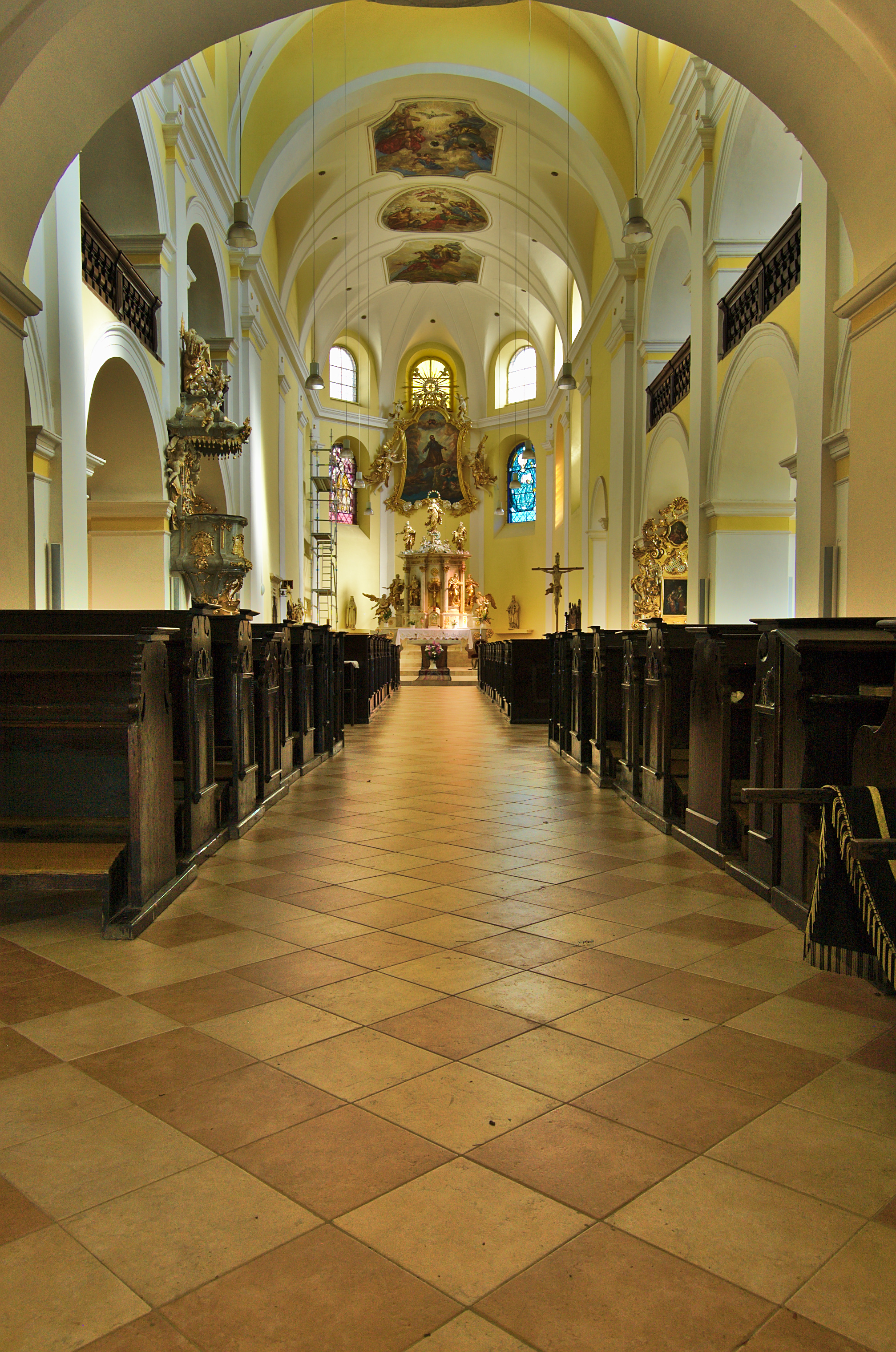
Interiér kostela svatého Marka
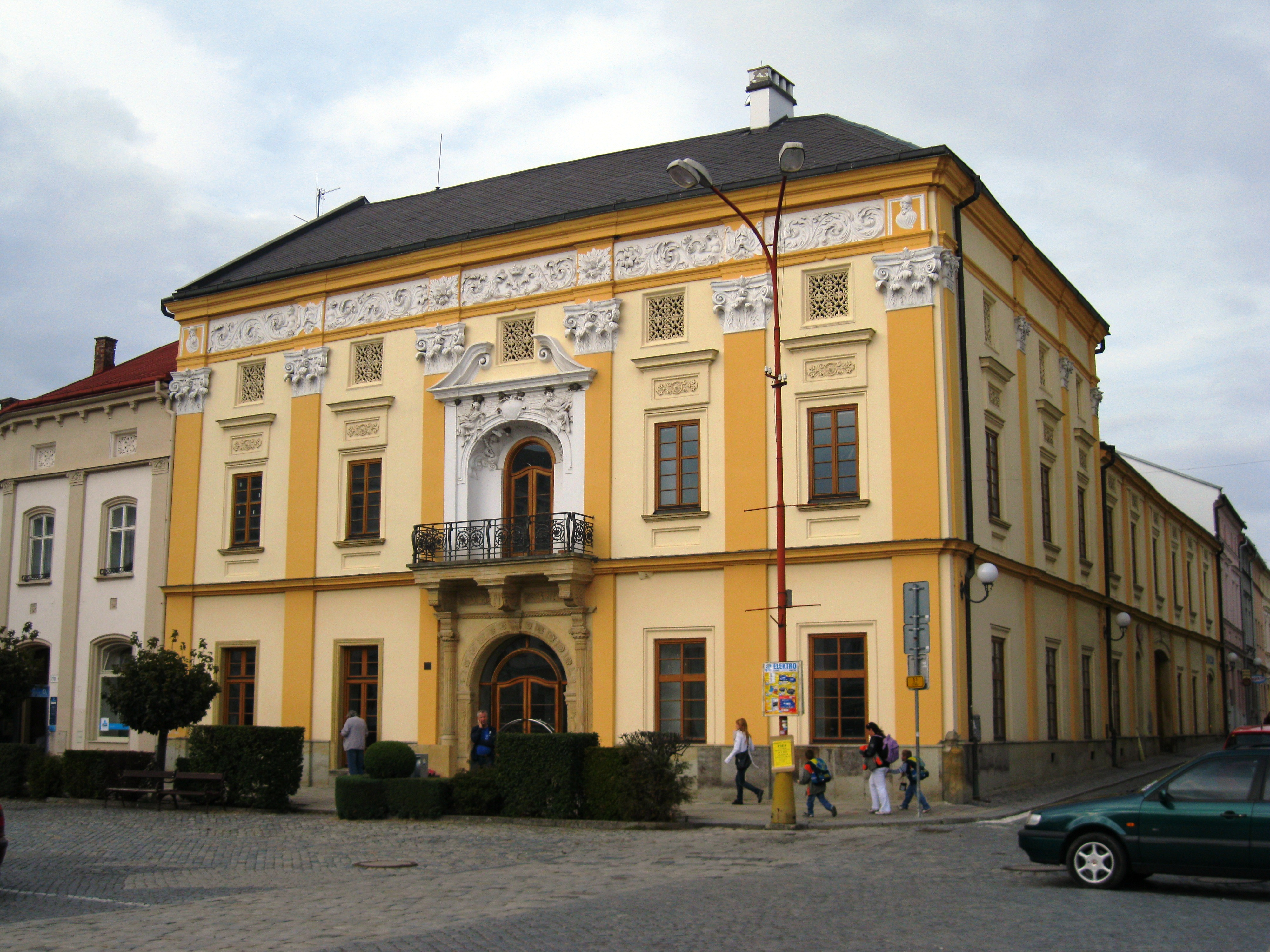
Langův dům
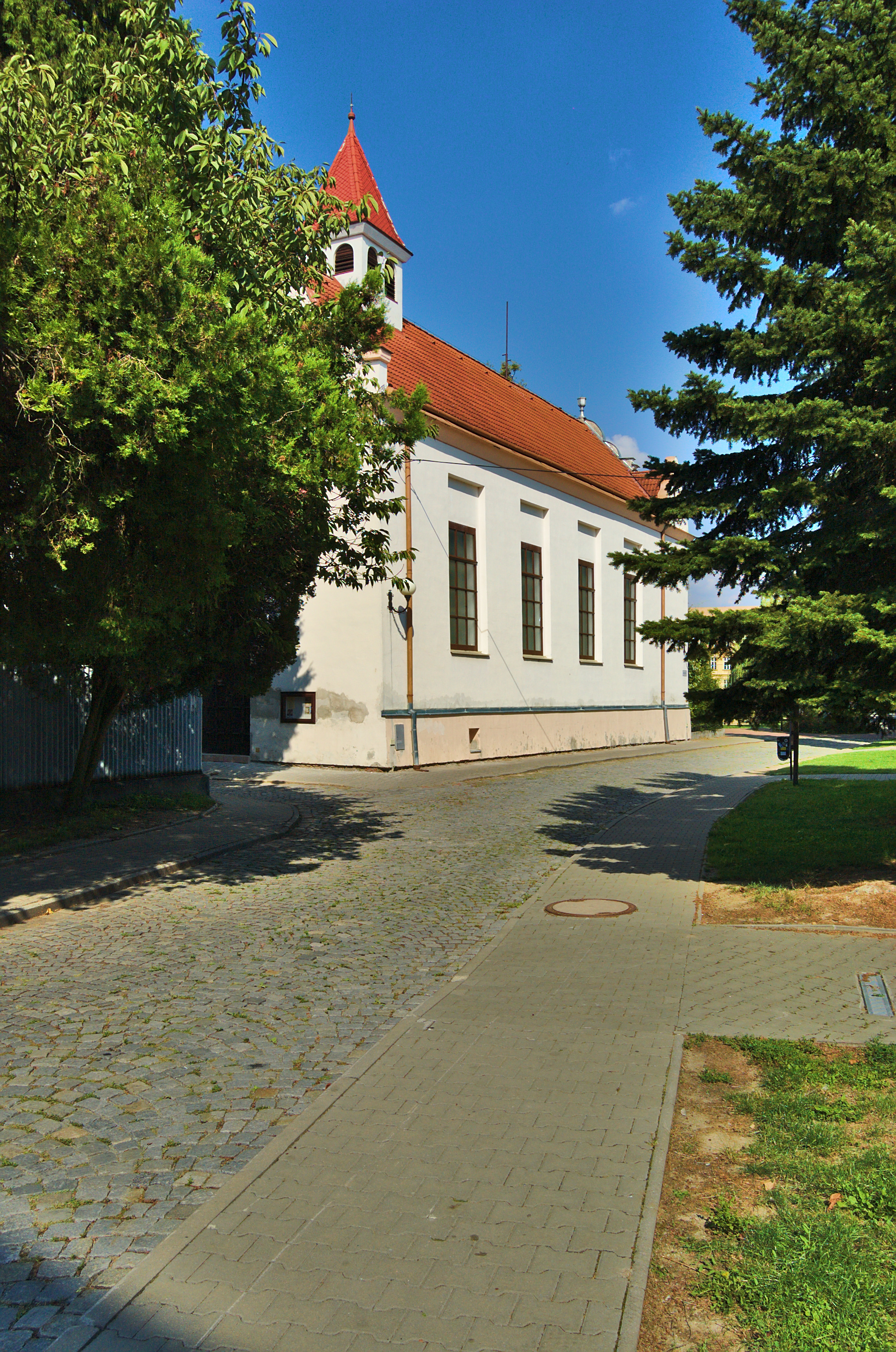
Husův sbor
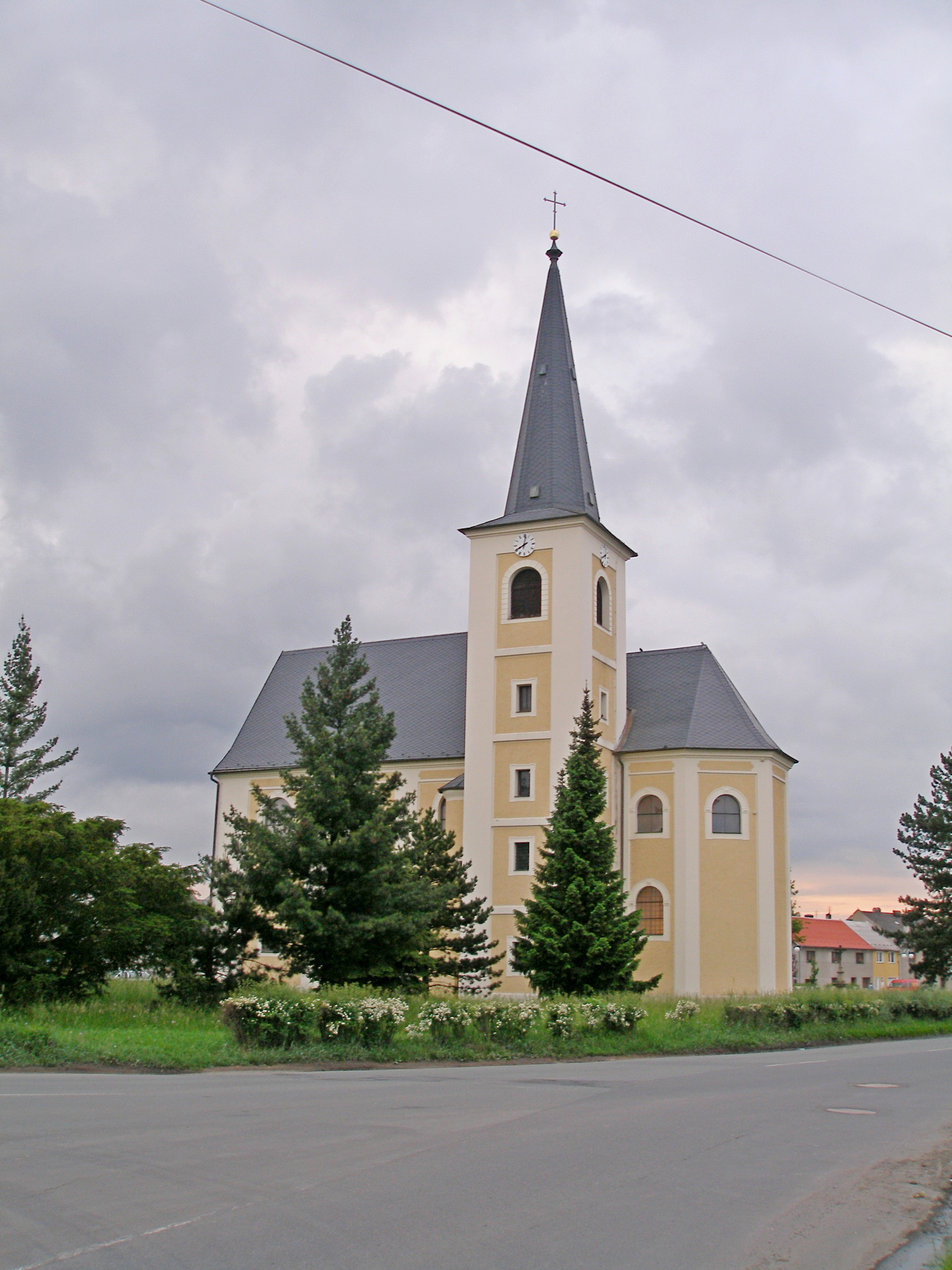
Kostel svatých Jakuba a Filipa
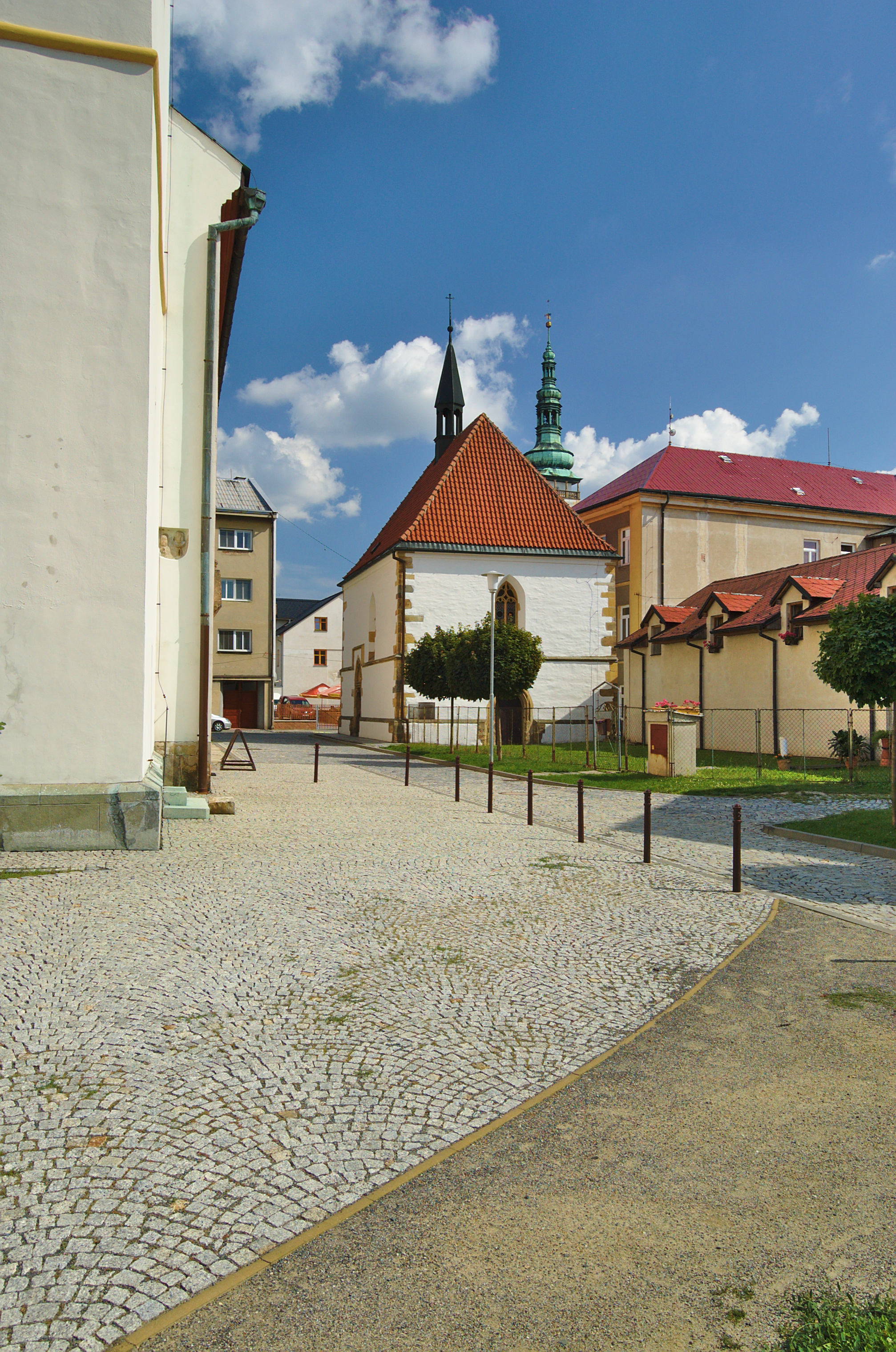
Kaple svatého Jiří
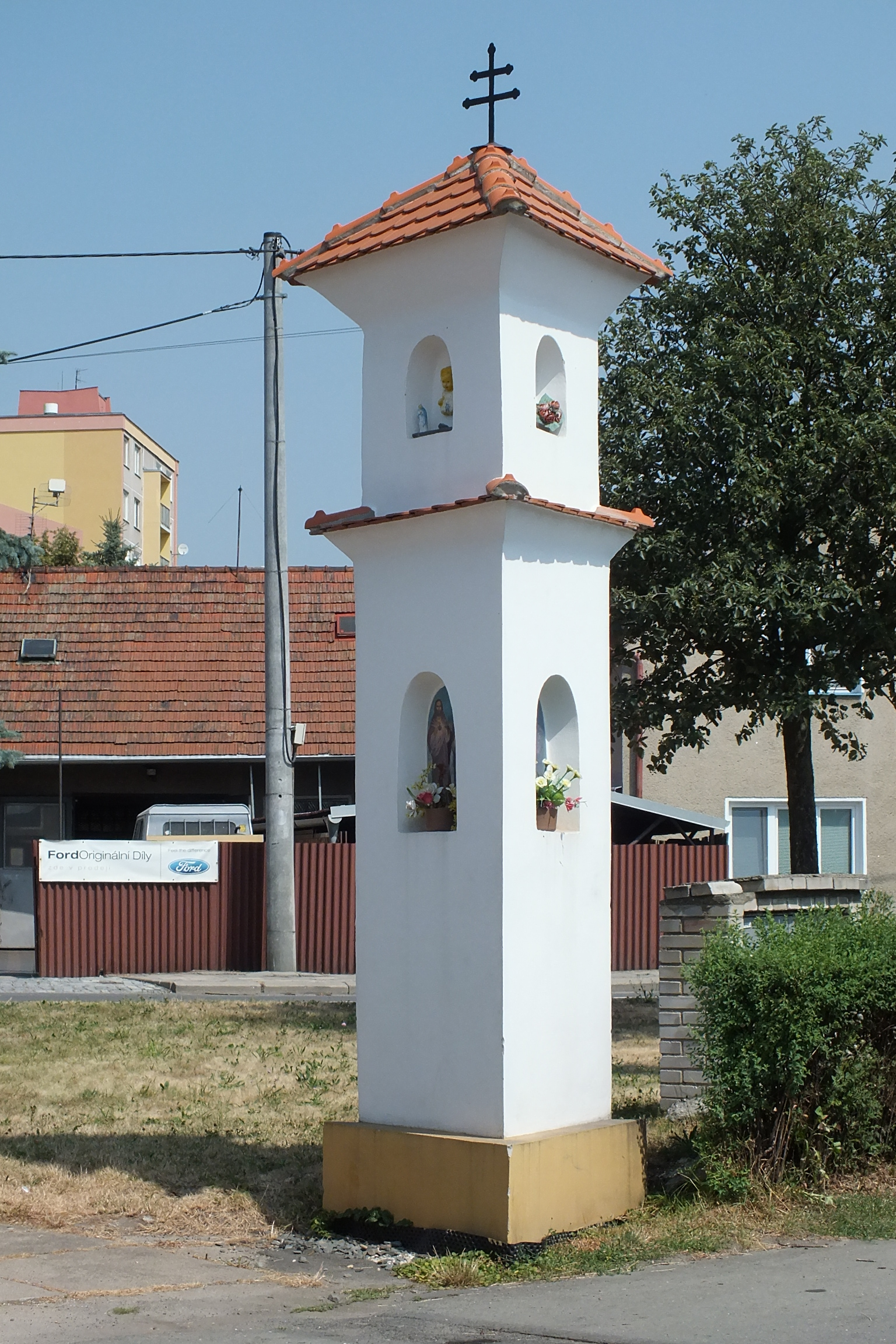
Boží muka v Sušilově ulici
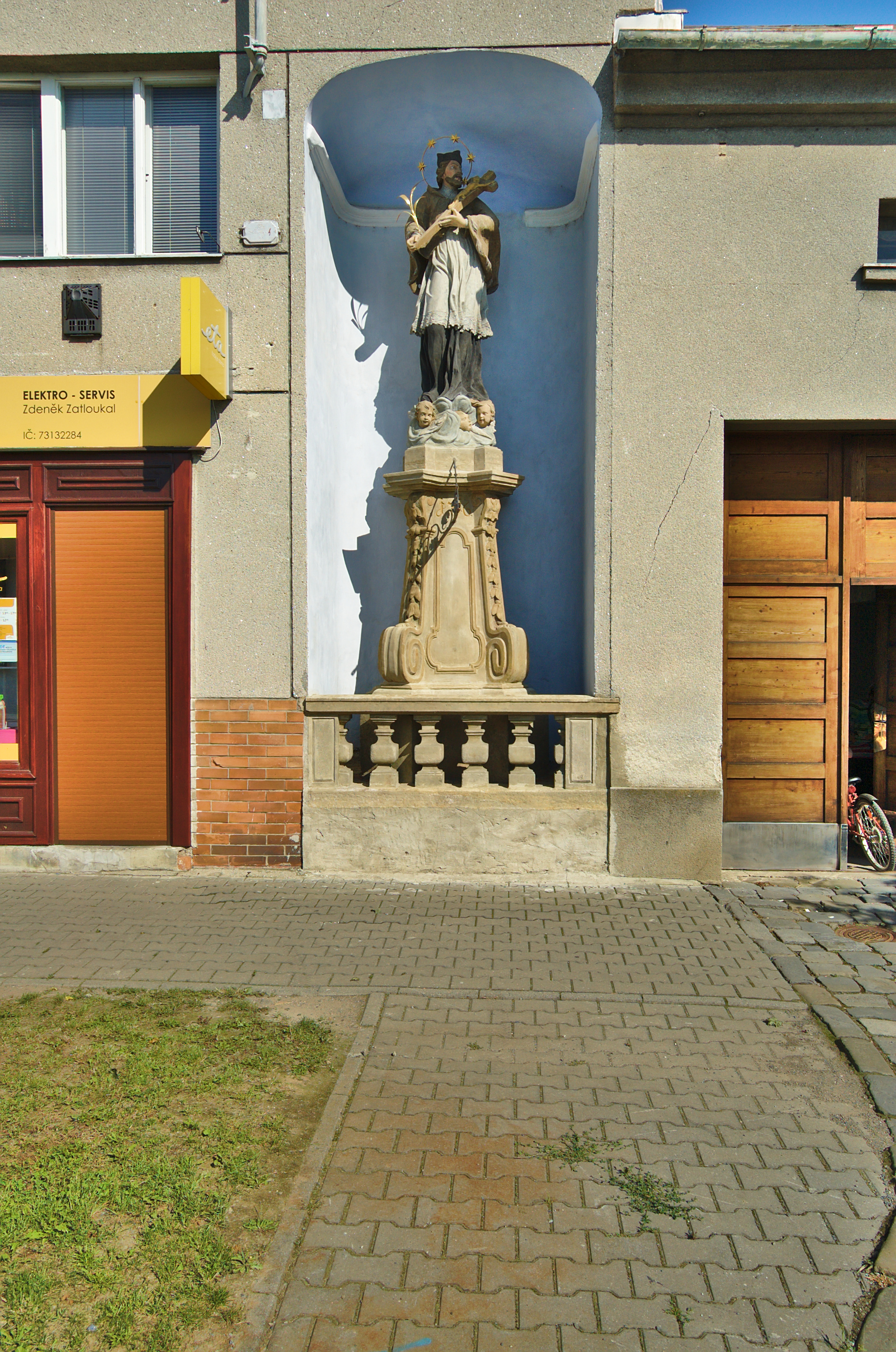
Socha svatého Jana Nepomuckého v Palackého ulici
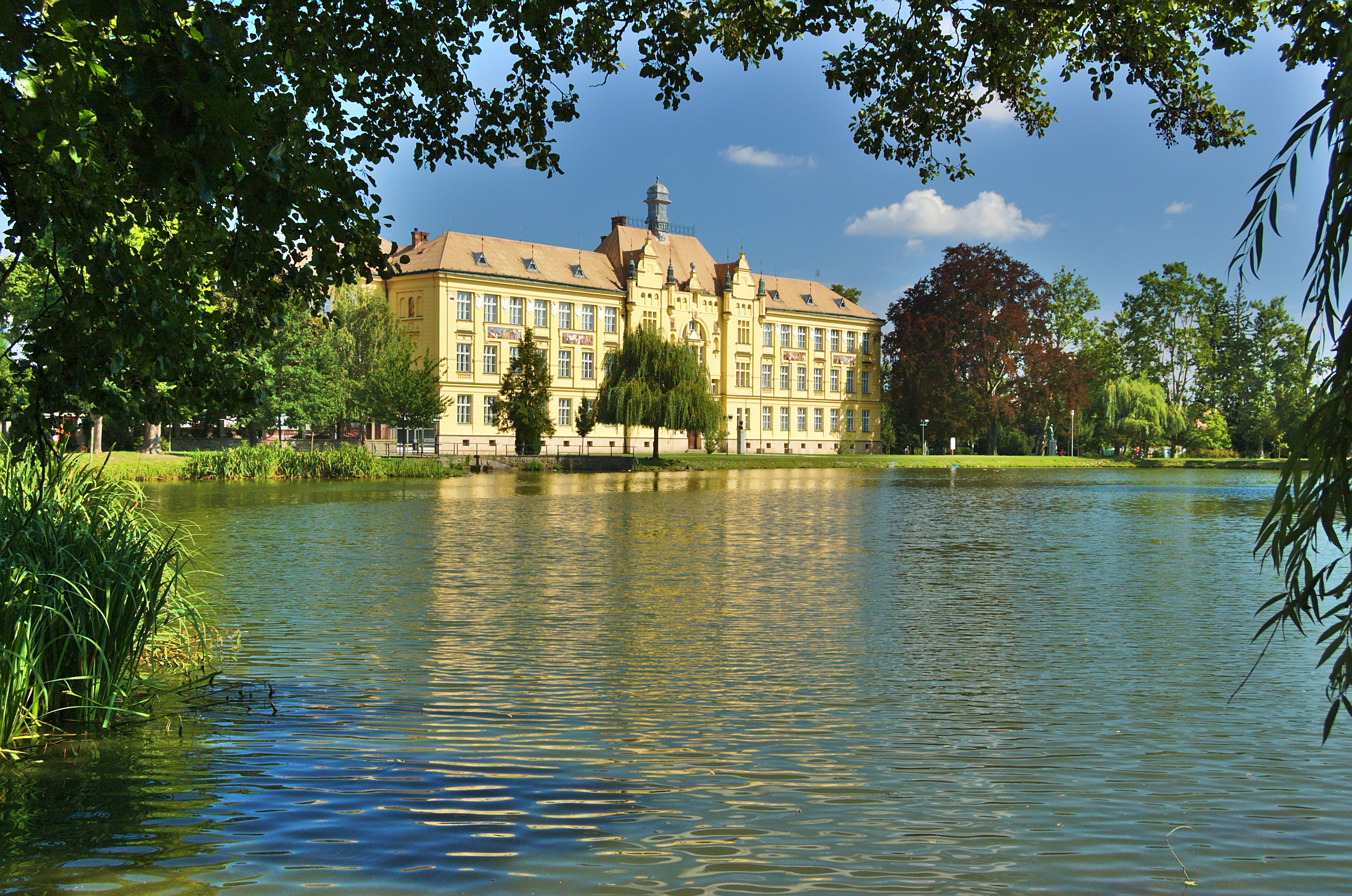
Gymnázium Jana Opletala
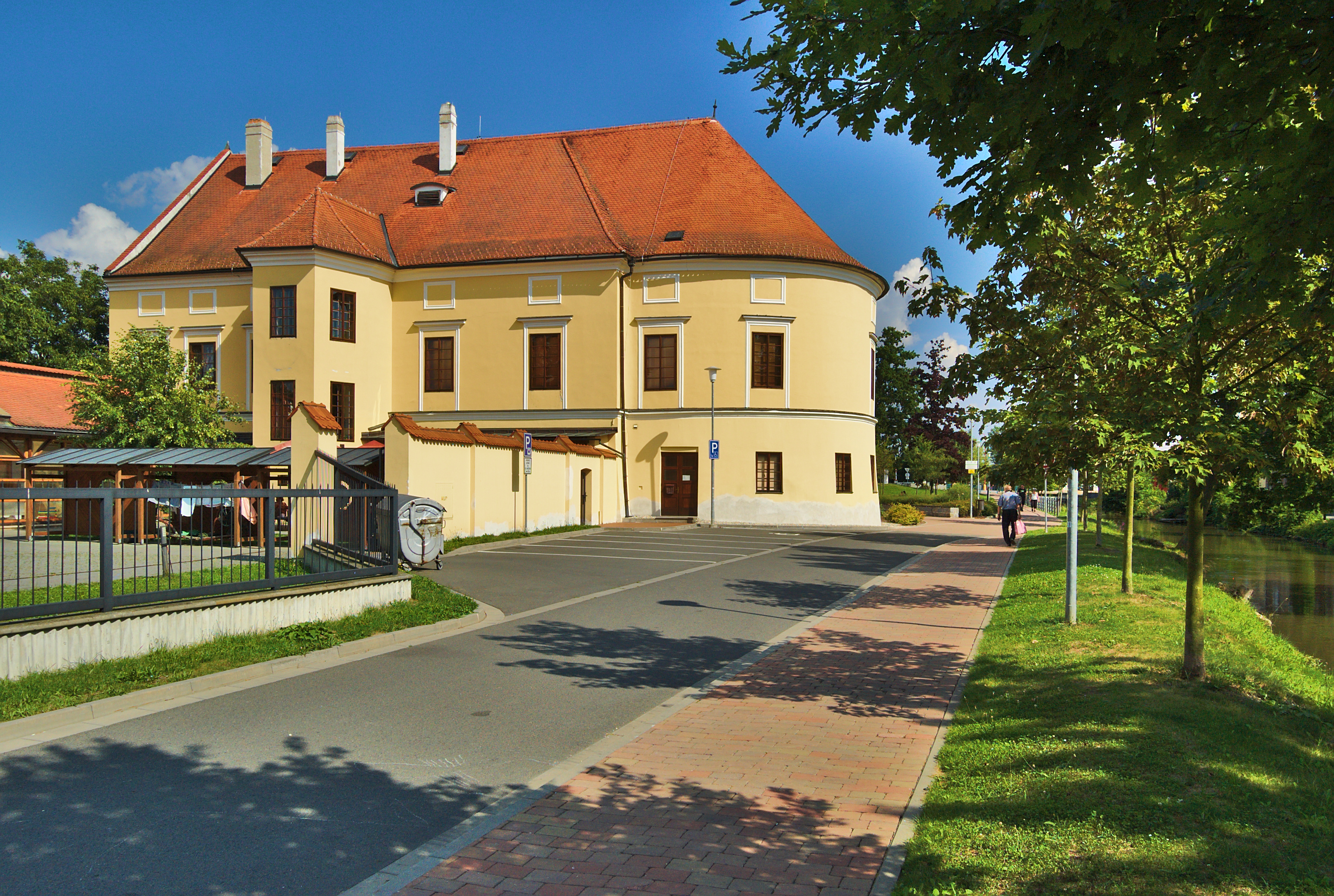
Muzeum Litovel
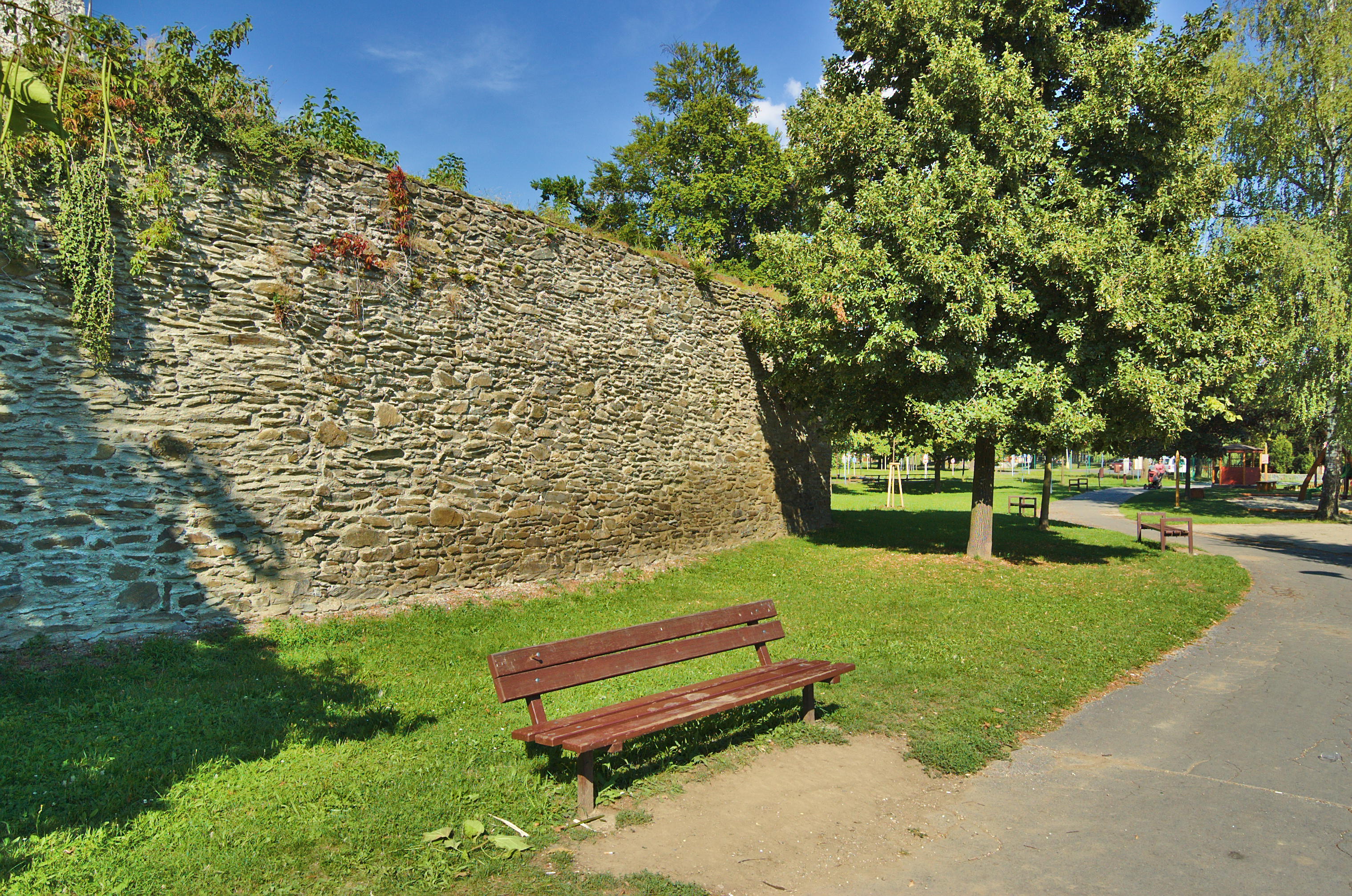
Městské hradby
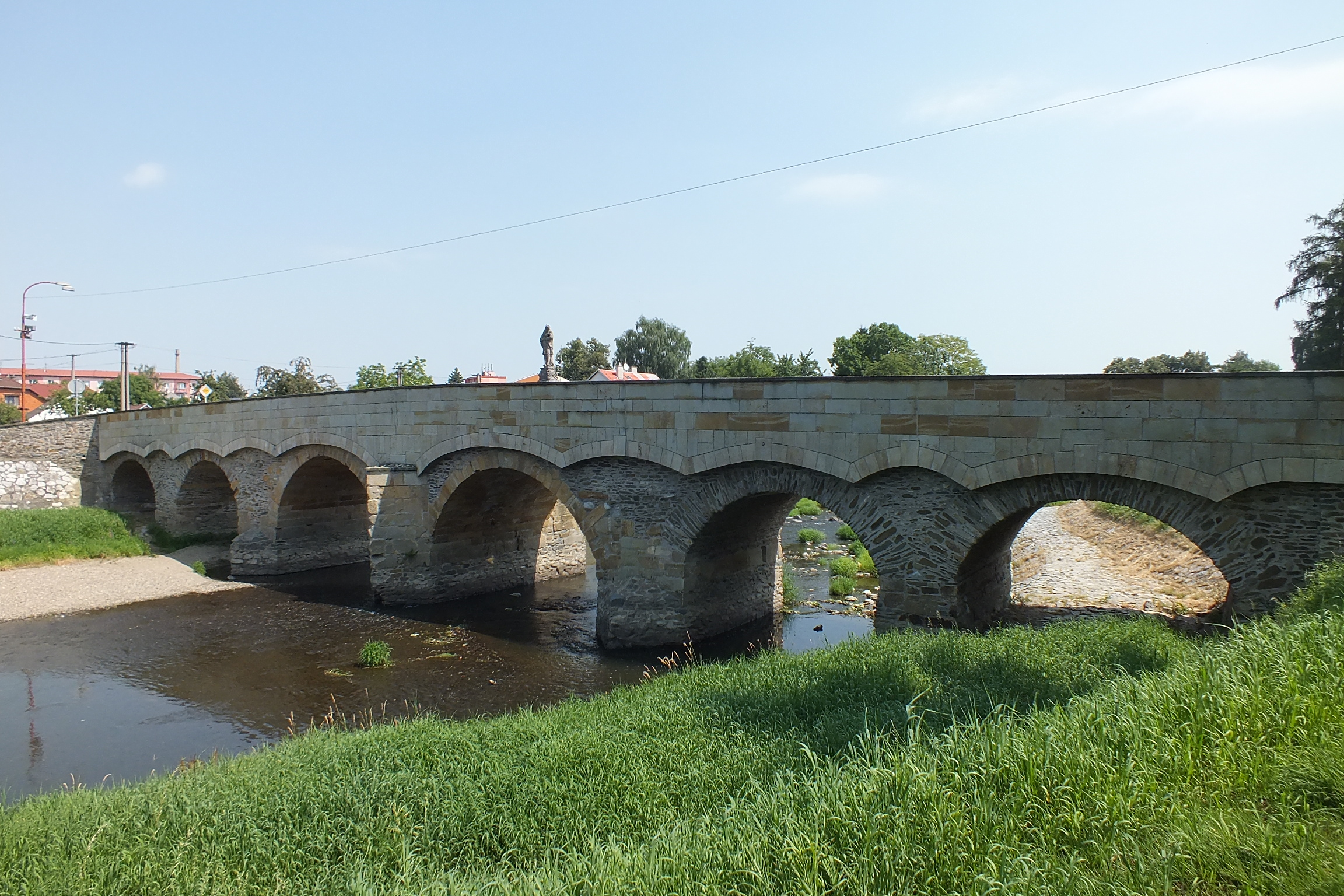
Svatojánský most
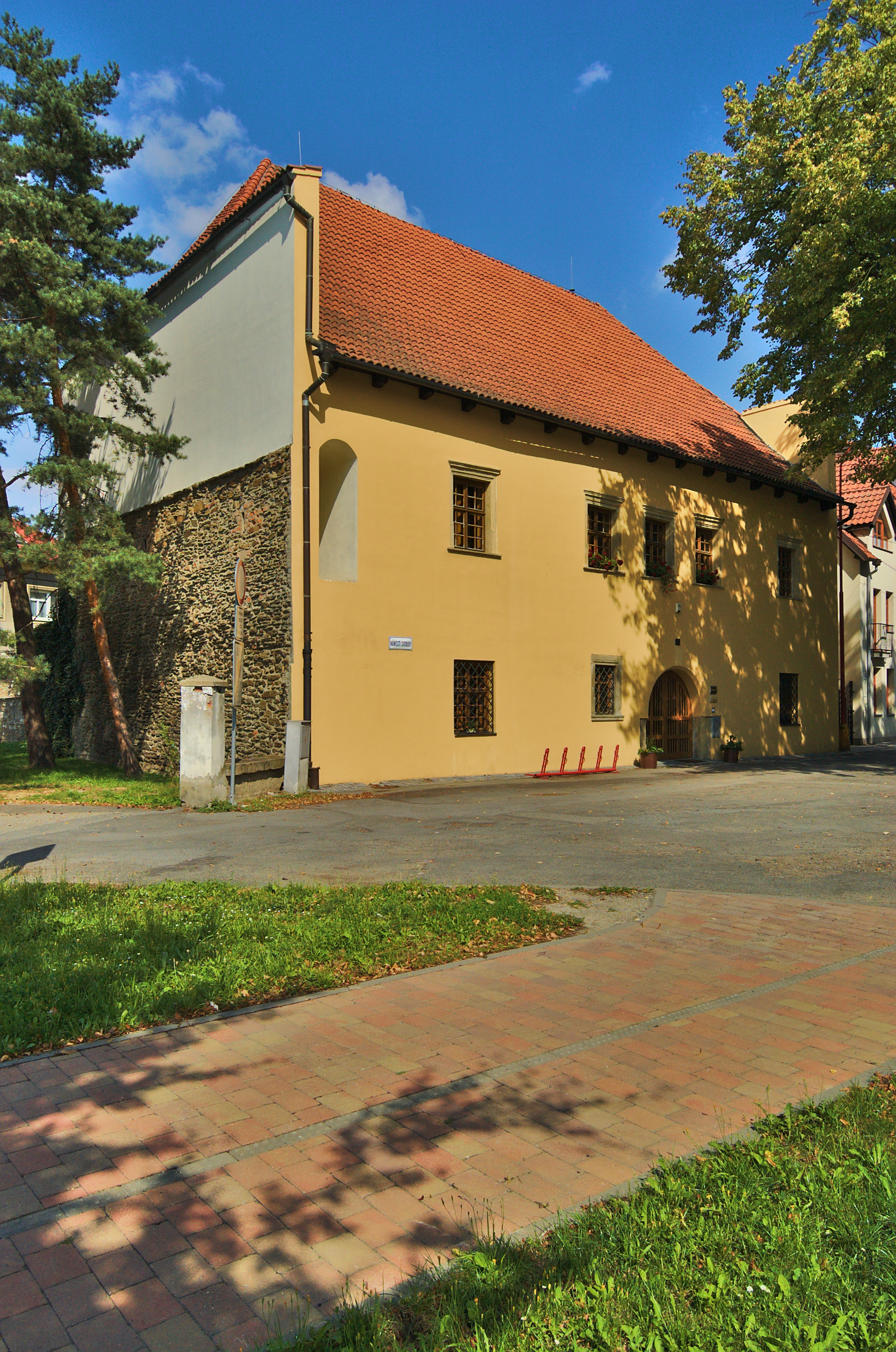
Městská knihovna Litovel
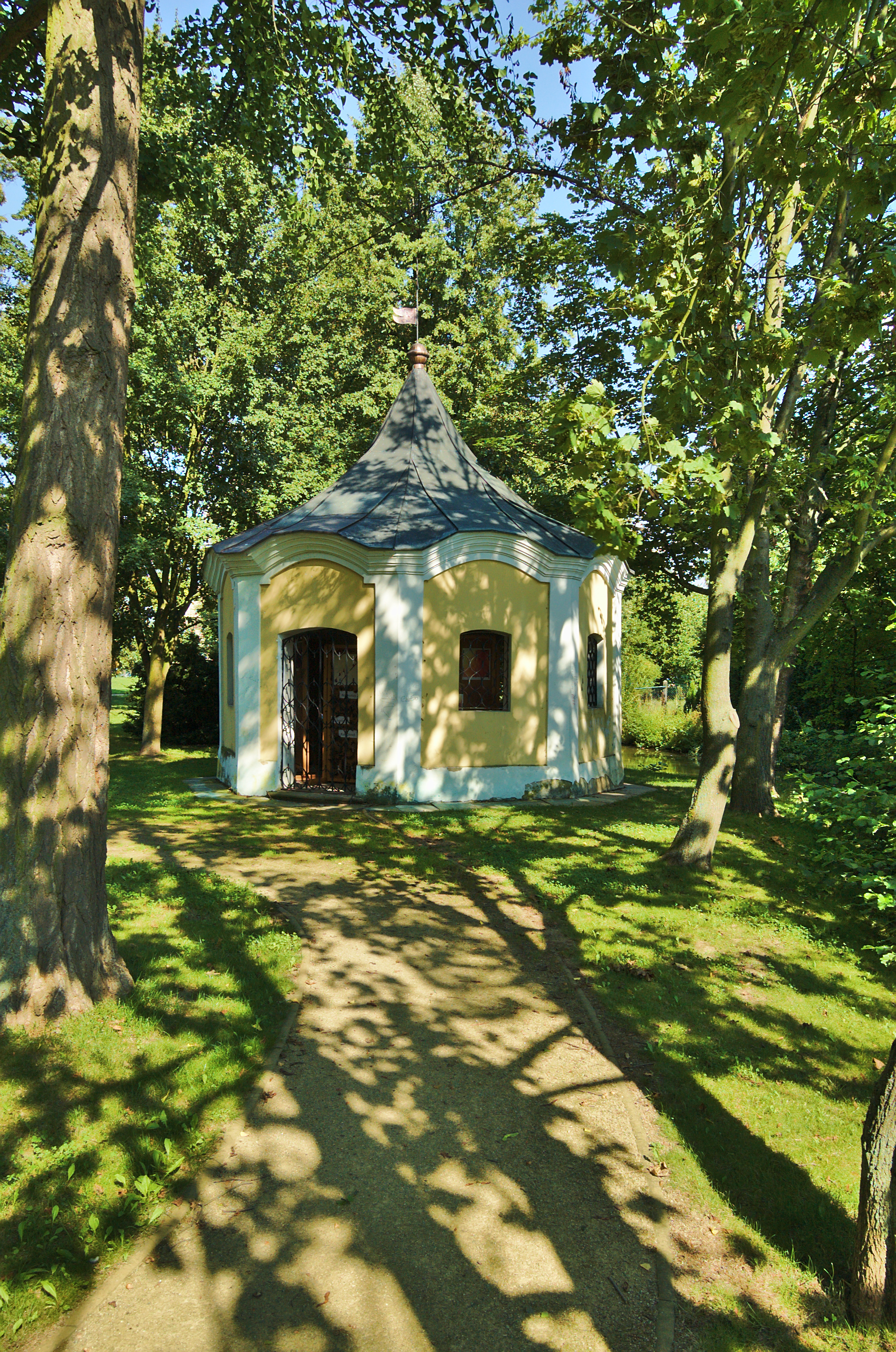
Altán ve Smetanových sadech
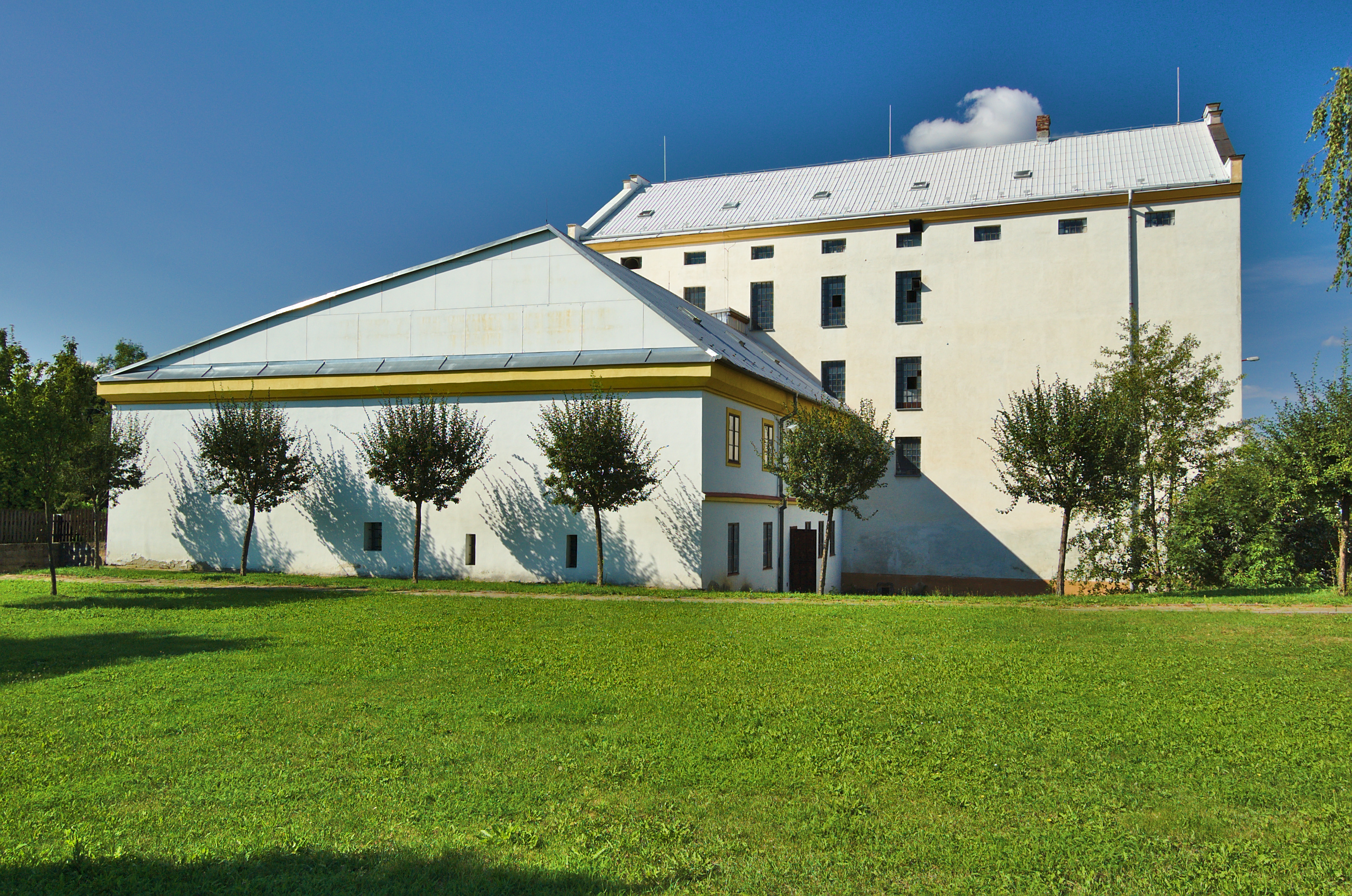
První umělecký válcový mlýn
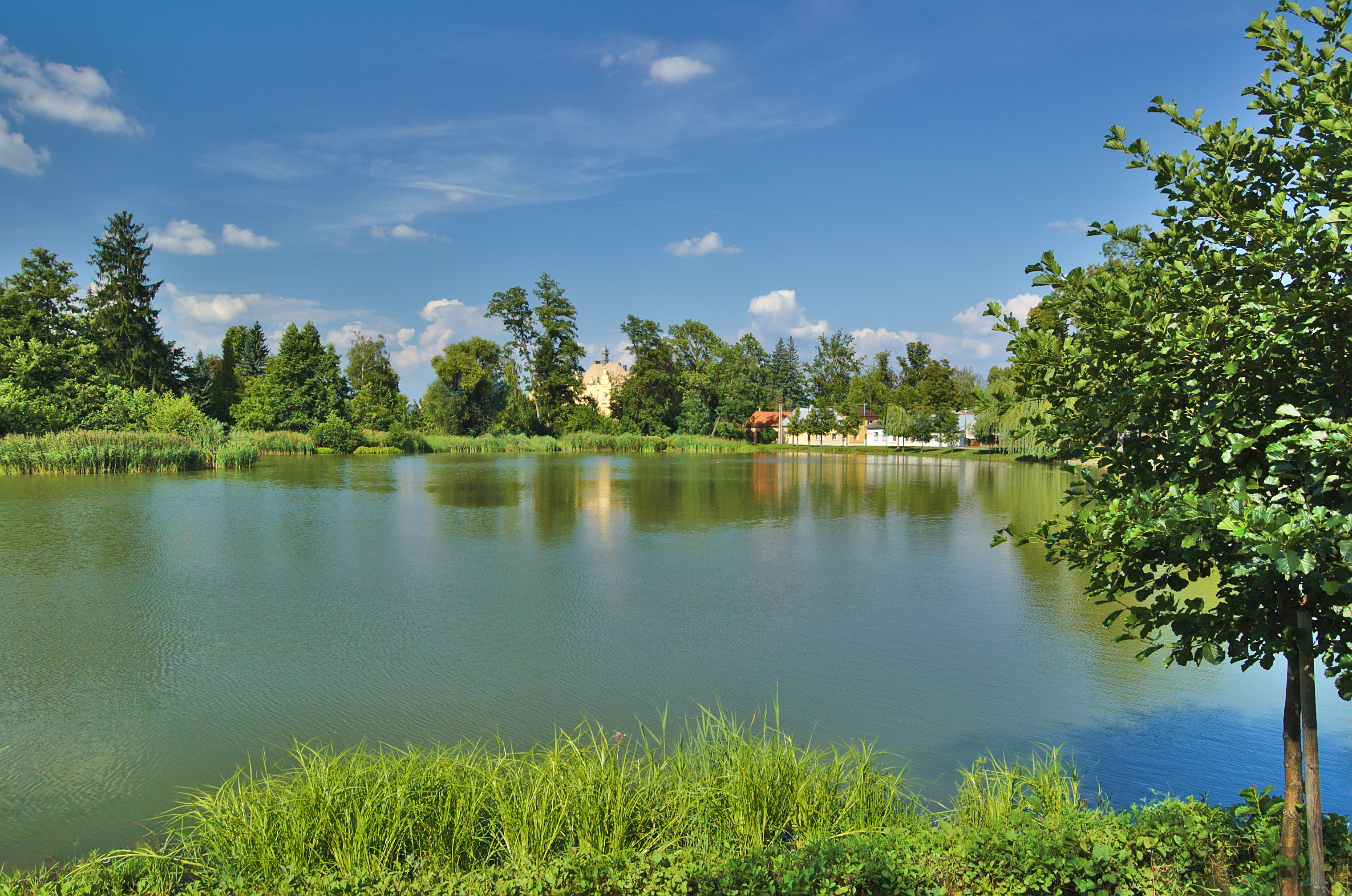
Olomoucký rybník
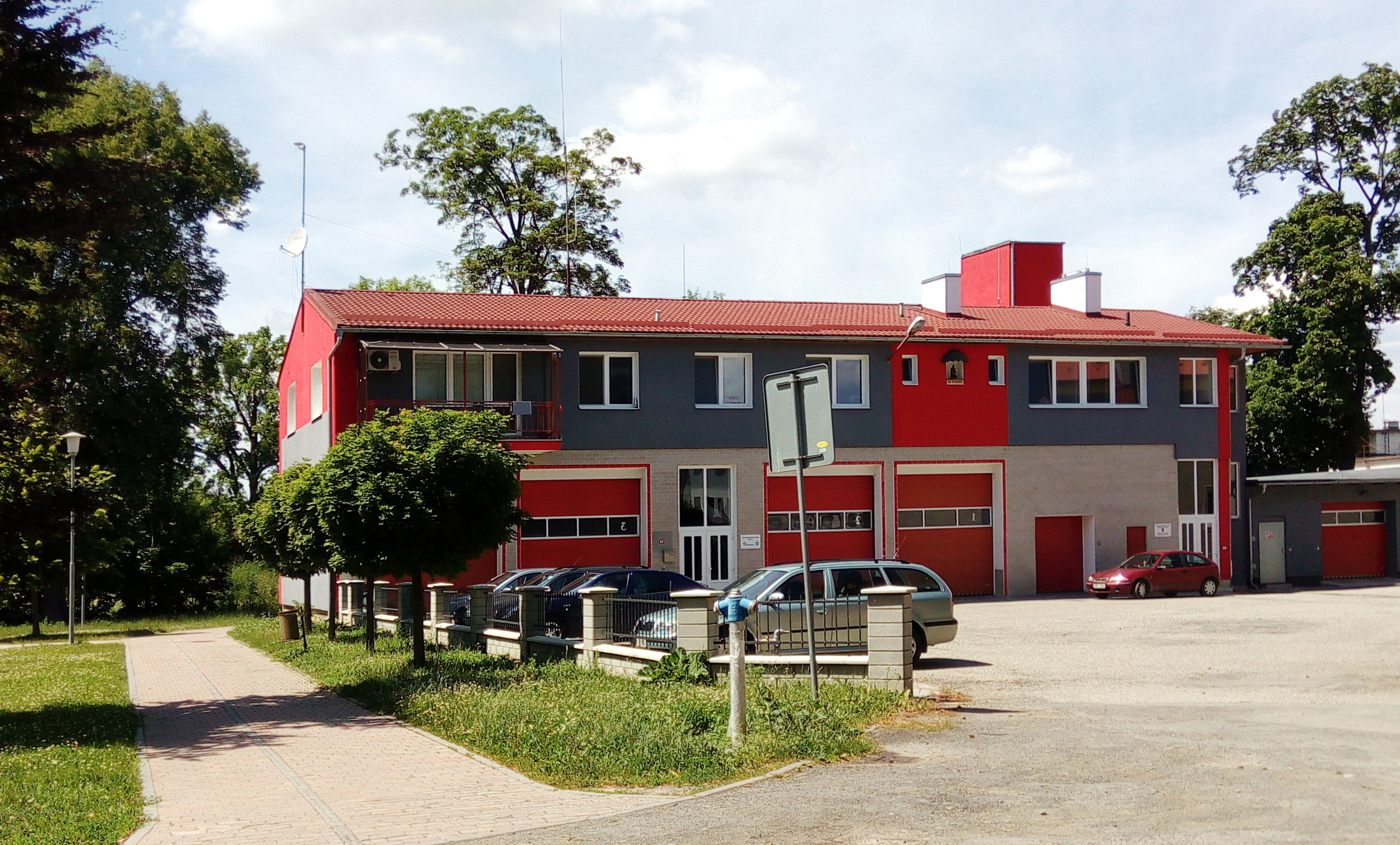
Zbrojnice hasičského sboru na náměstí Svobody

## Partnerská města
- Revúca, Slovensko
- Littau , Švýcarsko
- Wieliczka, Polsko